# Catalogo dei dipinti della Galleria degli Uffizi
Catalogo dei dipinti esposti nella Galleria degli Uffizi di Firenze. Non sono compresi i dipinti della Serie Gioviana né quelli della Serie Aurea, le miniature della sala 24, gli autoritratti già nel Corridoio vasariano, quelli nella Collezione Contini Bonacossi né, salvo qualche eccezione, quelli in deposito (sono semmai elencate soprattutto opere già esposte nelle sale in allestimenti precedenti). L'elenco delle opere nella sala di San Pier Scheraggio è pure un dato ormai prettamente storico.
L'elenco, puramente indicativo, si basa infatti sull'allestimento del giugno 2012, tenendo già conto del nuovo allestimento della Tribuna, delle sale "blu" degli stranieri (46-55, smantellate però già nel 2018) e di quelle "rosse" del primo piano (56-66, poi profondamente stravolte). Le sale col nome tra parentesi erano a quella data in riallestimento, per cui sono oggi variate sia nel nome che nelle opere esposte. Infatti, essendo già stato smantellato il progetto di Antonio Natali dal successivo direttore Eike Schmidt (che tuttavia non è arrivato a un completo riallestimento), e visto che altrettanto si appresta a fare il nuovo responsabile Simone Verde, in attesa di arrivare a una situazione definitiva o per lo meno stabile, si rimanda al sito ufficiale per informazioni più precise.
| Scuola      | Autore                                                             | Soggetto/Titolo                                                                                      | Data             | Sala                                                             |
| ----------- | ------------------------------------------------------------------ | --- | ---------------- | ---------------------------------------------------------------- |
| fiorentina  | Empoli, L'                                                         | Nozze di Caterina de' Medici con Enrico di Valois                                                    | 1600-1630 circa  | Primo vestibolo d'entrata                                        |
| fiorentina  | Empoli, L'                                                         | Nozze di Maria de' Medici con Enrico IV di Francia                                                   | 1600-1630 circa  | Primo vestibolo d'entrata                                        |
| fiorentina  | Giovanni da San Giovanni                                           | Apollo e Marsia                                                                                      | 1634 circa       | Anticamera della direzione                                       |
| fiorentina  | Giovanni da San Giovanni                                           | Giudizio di Paride                                                                                   | 1634 circa       | Anticamera della direzione                                       |
| fiorentina  | Giovanni da San Giovanni                                           | Aurora e Titone                                                                                      | 1634 circa       | Anticamera della direzione                                       |
| fiorentina  | Giovanni da San Giovanni                                           | Susanna e i vecchioni                                                                                | 1634 circa       | Anticamera della direzione                                       |
| fiorentina  | Giovanni da San Giovanni                                           | Apollo e Fetonte                                                                                     | 1634 circa       | Anticamera della direzione                                       |
| fiorentina  | Giovanni da San Giovanni                                           | Amore e Pan                                                                                          | 1634 circa       | Anticamera della direzione                                       |
| fiorentina  | Giovanni da San Giovanni                                           | Bacco e Arianna                                                                                      | 1634 circa       | Anticamera della direzione                                       |
| fiorentina  | Giovanni da San Giovanni                                           | Scena di evirazione                                                                                  | 1634 circa       | Anticamera della direzione                                       |
| fiorentina  | Giovanni da San Giovanni                                           | Narciso alla fonte                                                                                   | 1634 circa       | Anticamera della direzione                                       |
| fiorentina  | Giovanni da San Giovanni                                           | Ubriacatura di Sileno                                                                                | 1634 circa       | Anticamera della direzione                                       |
| fiorentina  | Maestro della Croce n. 432                                         | Crocifisso con storie della Passione e della Redenzione                                              | 1175-1200 circa  | 2 - Duecento e Giotto                                            |
| fiorentina  | Maestro di Greve                                                   | Madonna di Casale                                                                                    | 1210-1215 circa  | 2 - Duecento e Giotto                                            |
| fiorentina  | Maestro del Bigallo                                                | Madonna col Bambino in trono e due angeli                                                            | 1230 circa       | 2 - Duecento e Giotto                                            |
| fiorentina  | Maestro della Croce n. 434                                         | Crocifisso con otto storie della Passione                                                            | 1240-1245 circa  | 2 - Duecento e Giotto                                            |
| fiorentina  | Maestro del San Francesco Bardi o Maestro della Croce n. 434       | Stimmate di san Francesco                                                                            | 1250 circa       | 2 - Duecento e Giotto                                            |
| lucchese    | Berlinghieri, Bonaventura                                          | Dittico della Crocifissione e della Madonna col Bambino e santi                                      | 1255 circa       | 2 - Duecento e Giotto                                            |
| fiorentina  | Maestro della Sant'Agata                                           | Madonna Pisa                                                                                         | 1250-1280 circa  | 2 - Duecento e Giotto                                            |
| fiorentina  | Meliore                                                            | Redentore tra la Vergine e tre santi                                                                 | 1271             | 2 - Duecento e Giotto                                            |
| fiorentina  | Maestro della Maddalena                                            | San Luca                                                                                             | 1280-1285 circa  | 2 - Duecento e Giotto                                            |
| fiorentina  | Cimabue                                                            | Maestà di Santa Trinita                                                                              | 1280-1290 circa  | 2 - Duecento e Giotto                                            |
| senese      | Duccio di Buoninsegna                                              | Madonna Rucellai                                                                                     | 1285             | 2 - Duecento e Giotto                                            |
| fiorentina  | Giotto                                                             | Polittico di Badia                                                                                   | 1300 circa       | 2 - Duecento e Giotto                                            |
| fiorentina  | Giotto                                                             | Maestà di Ognissanti                                                                                 | 1310 circa       | 2 - Duecento e Giotto                                            |
| senese      | Lorenzetti, Pietro                                                 | Madonna in trono col Bambino tra otto angeli                                                         | 1340             | 3 - Trecento senese                                              |
| senese      | Lorenzetti, Pietro                                                 | Polittico della beata Umiltà                                                                         | 1340 circa       | 3 - Trecento senese                                              |
| senese      | Lorenzetti, Ambrogio                                               | Trittico di San Procolo                                                                              | 1332             | 3 - Trecento senese                                              |
| senese      | Lorenzetti, Ambrogio                                               | Storie di san Nicola                                                                                 | 1327-1332 circa  | 3 - Trecento senese                                              |
| senese      | Lorenzetti, Ambrogio                                               | Presentazione al Tempio                                                                              | 1342             | 3 - Trecento senese                                              |
| senese      | Vanni, Andrea                                                      | Madonna col Bambino                                                                                  | 1390-1400 circa  | 3 - Trecento senese                                              |
| senese      | Martini, Simone e Memmi, Lippo                                     | Annunciazione con i santi Ansano e Margherita                                                        | 1333             | 3 - Trecento senese                                              |
| emiliana    | Simone dei Crocifissi                                              | Natività                                                                                             | 1390 circa       | 3 - Trecento senese                                              |
| senese      | Niccolò di Buonaccorso                                             | Presentazione della Vergine al Tempio                                                                | 1380 circa       | 3 - Trecento senese                                              |
| fiorentina  | Giovanni da Milano                                                 | Polittico di Ognissanti                                                                              | 1360 circa       | 4 - Trecento fiorentino                                          |
| fiorentina  | Orcagna, Andrea                                                    | Trittico di san Matteo                                                                               | 1367-1368 circa  | 4 - Trecento fiorentino                                          |
| fiorentina  | Daddi, Bernardo                                                    | Polittico di San Pancrazio                                                                           | 1338 (ante)      | 4 - Trecento fiorentino                                          |
| fiorentina  | Daddi, Bernardo                                                    | Trittico di Ognissanti                                                                               | 1328             | 4 - Trecento fiorentino                                          |
| fiorentina  | Daddi, Bernardo                                                    | Madonna col Bambino, angeli e santi                                                                  | 1334             | 4 - Trecento fiorentino                                          |
| fiorentina  | Giottino                                                           | Pietà di San Remigio                                                                                 | 1360-1365 circa  | 4 - Trecento fiorentino                                          |
| fiorentina  | Gaddi, Taddeo                                                      | Madonna in trono col Bambino, angeli e sante                                                         | 1355             | 4 - Trecento fiorentino                                          |
| fiorentina  | Nardo di Cione                                                     | Cristo crocifisso con i dolenti e santi                                                              | 1350 circa       | 4 - Trecento fiorentino                                          |
| fiorentina  | Jacopo del Casentino                                               | Trittico della Madonna in trono col Bambino, angeli e santi                                          | 1325-1330 circa  | 4 - Trecento fiorentino                                          |
| fiorentina  | Pacino di Buonaguida                                               | Altarolo con la Crocifissione, Madonna e santi                                                       | 1300-1315 circa  | 4 - Trecento fiorentino                                          |
| fiorentina  | Maestro della Santa Cecilia                                        | Santa Cecilia e storie della sua vita                                                                | post 1304        | 4 - Trecento fiorentino                                          |
| fiorentina  | Lorenzo Monaco                                                     | Incoronazione della Vergine                                                                          | 1414             | 5/6 - Gotico internazionale                                      |
| fiorentina  | Lorenzo Monaco                                                     | Adorazione dei Magi                                                                                  | 1420-1422        | 5/6 - Gotico internazionale                                      |
| senese      | Giovanni di Paolo                                                  | Madonna col Bambino e santi                                                                          | 1445             | 5/6 - Gotico internazionale                                      |
| fiorentina  | Gaddi, Agnolo                                                      | Crocifissione                                                                                        | 1390-1396 circa  | 5/6 - Gotico internazionale                                      |
| veneta      | Bellini, Jacopo                                                    | Madonna col Bambino                                                                                  | 1450             | 5/6 - Gotico internazionale                                      |
| marchigiana | Gentile da Fabriano                                                | Adorazione dei Magi                                                                                  | 1423             | 5/6 - Gotico internazionale                                      |
| marchigiana | Gentile da Fabriano                                                | Santi del Polittico Quaratesi                                                                        | 1425             | 5/6 - Gotico internazionale                                      |
| fiorentina  | Starnina, Gherardo                                                 | Madonna dell'Umiltà                                                                                  | 1403             | 5/6 - Gotico internazionale                                      |
| fiorentina  | Angelico (attr.)                                                   | Tebaide                                                                                              | 1418-1420 circa  | 5/6 - Gotico internazionale                                      |
| fiorentina  | Masolino o Pesello                                                 | Madonna dell'Umiltà                                                                                  | 1423 (ante)      | 5/6 - Gotico internazionale                                      |
| francese    | Froment, Nicolas                                                   | Resurrezione di Lazzaro                                                                              | 1461             | Depositi                                                         |
| fiorentina  | Paolo Uccello                                                      | Battaglia di San Romano                                                                              | 1438             | 7 - Primo Rinascimento                                           |
| fiorentina  | Paolo Uccello                                                      | Santa monaca con due fanciulle                                                                       | 1440-1445        | 7 - Primo Rinascimento                                           |
| fiorentina  | Masaccio                                                           | Madonna del solletico (fronte) e Stemma del cardinale Antonio Casini (retro)                         | 1426-1427        | 7 - Primo Rinascimento                                           |
| fiorentina  | Masolino e Masaccio                                                | Sant'Anna Metterza                                                                                   | 1424-1425        | 7 - Primo Rinascimento                                           |
| fiorentina  | Veneziano, Domenico                                                | Pala di Santa Lucia de' Magnoli                                                                      | 1445             | 7 - Primo Rinascimento                                           |
| fiorentina  | Angelico                                                           | Madonna di Pontassieve                                                                               | 1435 circa       | 7 - Primo Rinascimento                                           |
| fiorentina  | Angelico                                                           | Incoronazione della Vergine                                                                          | 1432 circa       | 7 - Primo Rinascimento                                           |
| fiorentina  | Lippi, Filippo                                                     | Adorazione del Bambino di Camaldoli                                                                  | 1463             | 8 - I Lippi                                                      |
| fiorentina  | Lippi, Filippo                                                     | Incoronazione della Vergine                                                                          | 1441-1447        | 8 - I Lippi                                                      |
| fiorentina  | Lippi, Filippo                                                     | Adorazione del Bambino di Annalena e predella                                                        | 1453             | 8 - I Lippi                                                      |
| fiorentina  | Lippi, Filippo                                                     | Vergine Annunziata, Angelo Annunziante, sant'Antonio Abate e san Giovanni Battista                   | 1452-1453 circa  | 8 - I Lippi                                                      |
| fiorentina  | Lippi, Filippo                                                     | Lippina                                                                                              | 1465 circa       | 8 - I Lippi                                                      |
| fiorentina  | Lippi, Filippo e Pesellino, Francesco (predella)                   | Pala del Noviziato                                                                                   | 1445             | 8 - I Lippi                                                      |
| fiorentina  | Lippi, Filippo                                                     | Predella della pala Barbadori                                                                        | 1437-1438 circa  | 8 - I Lippi                                                      |
| urbinate    | Piero della Francesca                                              | Ritratti di Federico da Montefeltro e di Battista Sforza con i rispettivi Trionfi sul retro          | 1465-1472 circa  | 8 - I Lippi                                                      |
| fiorentina  | Baldovinetti, Alesso                                               | Annunciazione                                                                                        | 1457 circa       | 8 - I Lippi                                                      |
| fiorentina  | Baldovinetti, Alesso                                               | Pala di Cafaggiolo                                                                                   | 1454 circa       | 8 - I Lippi                                                      |
| fiorentina  | Lippi, Filippino                                                   | Adorazione dei Magi                                                                                  | 1496             | 8 - I Lippi                                                      |
| fiorentina  | Lippi, Filippino                                                   | Pala degli Otto                                                                                      | 1486             | 8 - I Lippi                                                      |
| fiorentina  | Lippi, Filippino                                                   | Adorazione del Bambino                                                                               | 1483 circa       | 8 - I Lippi                                                      |
| fiorentina  | Lippi, Filippino                                                   | San Girolamo                                                                                         | 1493-1495 circa  | 8 - I Lippi                                                      |
| fiorentina  | Lippi, Filippino                                                   | Autoritratto                                                                                         | 1485 circa       | Depositi                                                         |
| fiorentina  | Lippi, Filippino                                                   | Ritratto di uomo anziano                                                                             | 1485 circa       | Depositi                                                         |
| fiorentina  | Pollaiolo, Piero                                                   | Ritratto di Galeazzo Maria Sforza                                                                    | 1471             | 9 - I Pollaiolo                                                  |
| fiorentina  | Pollaiolo, Piero del, e Antonio                                    | Pala del Cardinale del Portogallo                                                                    | 1466-1467 circa  | 9 - I Pollaiolo                                                  |
| fiorentina  | Lippi, Filippino (attr.)                                           | Ritratto di giovane col berretto rosso                                                               | 1485 circa       | Depositi                                                         |
| fiorentina  | Pollaiolo, Antonio del, o Piero                                    | Ritratto femminile                                                                                   | 1475 circa       | 9 - I Pollaiolo                                                  |
| fiorentina  | Pollaiolo, Antonio del                                             | Ercole e Anteo                                                                                       | 1475 circa       | 9 - I Pollaiolo                                                  |
| fiorentina  | Pollaiolo, Antonio del                                             | Ercole e l'Idra                                                                                      | 1475 circa       | 9 - I Pollaiolo                                                  |
| fiorentina  | Jacopo del Sellaio                                                 | Convito di Assuero                                                                                   | 1490 circa       | Depositi                                                         |
| fiorentina  | Botticelli, Sandro                                                 | Fortezza                                                                                             | 1470             | 9 - I Pollaiolo                                                  |
| fiorentina  | Pollaiolo, Piero                                                   | Temperanza                                                                                           | 1470             | 9 - I Pollaiolo                                                  |
| fiorentina  | Pollaiolo, Piero                                                   | Prudenza                                                                                             | 1470             | 9 - I Pollaiolo                                                  |
| fiorentina  | Pollaiolo, Piero                                                   | Giustizia                                                                                            | 1470             | 9 - I Pollaiolo                                                  |
| fiorentina  | Pollaiolo, Piero                                                   | Fede                                                                                                 | 1470             | 9 - I Pollaiolo                                                  |
| fiorentina  | Pollaiolo, Piero                                                   | Carità                                                                                               | 1469             | 9 - I Pollaiolo                                                  |
| fiorentina  | Pollaiolo, Piero                                                   | Speranza                                                                                             | 1470             | 9 - I Pollaiolo                                                  |
| fiorentina  | Biagio d'Antonio                                                   | Giustizia                                                                                            | 1490 circa       | Depositi                                                         |
| fiorentina  | Botticelli, Sandro                                                 | Madonna della Loggia                                                                                 | 1467             | 10/14 - Botticelli                                               |
| fiorentina  | Botticelli, Sandro                                                 | Madonna del Roseto                                                                                   | 1469-1470        | 10/14 - Botticelli                                               |
| fiorentina  | Botticelli, Sandro                                                 | Madonna in gloria di serafini                                                                        | 1469-1470        | 10/14 - Botticelli                                               |
| fiorentina  | Botticelli, Sandro                                                 | Pala di Sant'Ambrogio                                                                                | 1470 circa       | 10/14 - Botticelli                                               |
| fiorentina  | Botticelli, Sandro                                                 | Scoperta del cadavere di Oloferne                                                                    | 1472 circa       | 10/14 - Botticelli                                               |
| fiorentina  | Botticelli, Sandro                                                 | Ritorno di Giuditta dal campo nemico                                                                 | 1472 circa       | 10/14 - Botticelli                                               |
| fiorentina  | Botticelli, Sandro                                                 | Ritratto d'uomo con medaglia di Cosimo il Vecchio                                                    | 1474-1475 circa  | 10/14 - Botticelli                                               |
| fiorentina  | Botticelli, Sandro                                                 | Adorazione dei Magi                                                                                  | 1475 circa       | 10/14 - Botticelli                                               |
| fiorentina  | Botticelli, Sandro                                                 | Madonna del Magnificat                                                                               | 1481 circa       | 10/14 - Botticelli                                               |
| fiorentina  | Botticelli, Sandro                                                 | Primavera                                                                                            | 1482 circa       | 10/14 - Botticelli                                               |
| fiorentina  | Botticelli, Sandro                                                 | Pallade che doma il centauro                                                                         | 1482-1483 circa  | 10/14 - Botticelli                                               |
| fiorentina  | Botticelli, Sandro                                                 | Nascita di Venere                                                                                    | 1482–1485 circa  | 10/14 - Botticelli                                               |
| fiorentina  | Botticelli, Sandro                                                 | Madonna della Melagrana                                                                              | 1487             | 10/14 - Botticelli                                               |
| fiorentina  | Botticelli, Sandro                                                 | Pala di San Barnaba e predella                                                                       | 1487             | 10/14 - Botticelli                                               |
| fiorentina  | Botticelli, Sandro                                                 | Pala di San Marco e predella                                                                         | 1488-1490        | 10/14 - Botticelli                                               |
| fiorentina  | Botticelli, Sandro                                                 | Annunciazione di Cestello                                                                            | 1489-1490 circa  | 10/14 - Botticelli                                               |
| fiorentina  | Botticelli, Sandro                                                 | Sant'Agostino nello studio                                                                           | 1490-1495 circa  | 10/14 - Botticelli                                               |
| fiorentina  | Botticelli, Sandro                                                 | Calunnia                                                                                             | 1496             | 10/14 - Botticelli                                               |
| fiorentina  | Ghirlandaio, Domenico                                              | Sacra conversazione di Monticelli e predella con Pietà e storie di santi (di Bartolomeo di Giovanni) | 1483             | 10/14 - Botticelli                                               |
| fiorentina  | Ghirlandaio, Domenico                                              | Sacra conversazione degli Ingesuati                                                                  | 1484-1486 circa  | 10/14 - Botticelli                                               |
| fiorentina  | Ghirlandaio, Domenico                                              | Adorazione dei Magi Tornabuoni                                                                       | 1487             | 10/14 - Botticelli                                               |
| fiamminga   | Weyden, Rogier van der                                             | Deposizione nel sepolcro                                                                             | 1450             | 10/14 - Botticelli                                               |
| fiamminga   | Goes, Hugo van der                                                 | Trittico Portinari                                                                                   | 1477-1478        | 10/14 - Botticelli                                               |
| fiorentina  | Leonardo da Vinci                                                  | Annunciazione                                                                                        | 1472-1475 circa  | 15 - Leonardo                                                    |
| fiorentina  | Leonardo da Vinci                                                  | Adorazione dei Magi                                                                                  | 1481-1482        | 15 - Leonardo                                                    |
| fiorentina  | Verrocchio, Andrea del, Leonardo da Vinci e altri                  | Battesimo di Cristo                                                                                  | 1475-1478        | 15 - Leonardo                                                    |
| umbra       | Perugino                                                           | Orazione nell'orto                                                                                   | 1483-1495 circa  | 15 - Leonardo                                                    |
| umbra       | Perugino e Signorelli, Luca                                        | Crocifissione                                                                                        | 1483-1495 circa  | 15 - Leonardo                                                    |
| umbra       | Perugino                                                           | Pietà                                                                                                | 1483-1493 circa  | 15 - Leonardo                                                    |
| umbra       | Perugino                                                           | Madonna col Bambino in trono tra i santi Giovanni Battista e Sebastiano                              | 1493             | 15 - Leonardo                                                    |
| fiorentina  | Lorenzo di Credi                                                   | Adorazione dei pastori                                                                               | 1510 circa       | 15 - Leonardo                                                    |
| fiorentina  | Piero di Cosimo                                                    | Incarnazione                                                                                         | 1505 circa       | 15 - Leonardo                                                    |
| fiorentina  | Signorelli, Luca                                                   | Crocifisso con la Maddalena                                                                          | 1502-1505 circa  | 15 - Leonardo                                                    |
| fiorentina  | Signorelli, Luca                                                   | Madonna col Bambino, la Trinità, sant'Agostino e sant'Atanasio d'Alessandria                         | 1510             | 15 - Leonardo                                                    |
| fiorentina  | Buti, Ludovico e Bonsignori, Stefano                               | Raffigurazioni ad affresco della Toscana su rilievi cartografici                                     | 1590 circa       | 16 - Carte geografiche                                           |
| fiorentina  | Zucchi, Jacopo                                                     | Soffitto con scene mitologiche                                                                       | 1560-1570 circa  | 16 - Carte geografiche                                           |
| romana      | Perin del Vaga                                                     | Passaggio del Mar Rosso                                                                              | 1522-153 circa   | 17 - Stanzino delle Matematiche                                  |
| fiamminga   | Hoecke, Jan van den                                                | Ercole tra il Vizio e la Virtù                                                                       | 1647-1651 circa  | 18 - Tribuna                                                     |
| veneta      | Scuola veneta                                                      | Ritratto d'uomo                                                                                      | 1550-1600 circa  | 18 - Tribuna                                                     |
| lombarda    | Moroni, Giovan Battista                                            | Ritratti virile                                                                                      | 1560-1570 circa  | 18 - Tribuna                                                     |
| veneta      | Bottega dei Bassano                                                | Concerto                                                                                             | 1590 circa       | 18 - Tribuna                                                     |
| fiorentina  | Ridolfo del Ghirlandaio                                            | Ritratto di giovane                                                                                  | 1517-1520 circa  | 18 - Tribuna                                                     |
| veneta      | Scuola veneta                                                      | San Giovanni decollato                                                                               | 1590-1650 circa  | 18 - Tribuna                                                     |
| fiorentina  | Andrea del Sarto (attr.)                                           | Cristo crocifisso con san Francesco d'Assisi, Raffaele arcangelo e Tobiolo                           | 1510-1530 circa  | 18 - Tribuna                                                     |
| ligure      | Cambiaso, Luca                                                     | Madonna col Bambino                                                                                  | 1570 circa       | 18 - Tribuna                                                     |
| veneta      | Tiziano (bottega)                                                  | Ritratto di Caterina Cornaro come santa Caterina d'Alessandria                                       | 1510 circa       | 18 - Tribuna                                                     |
| romana      | Maratta, Carlo                                                     | Redentore                                                                                            | 1650-1700 circa  | 18 - Tribuna                                                     |
| olandese    | Rembrandt (copia antica da)                                        | Sacra famiglia                                                                                       | 1640 (post)      | 18 - Tribuna                                                     |
| emiliana    | Scuola emiliana del secolo XVI                                     | Ritratto di fanciullo                                                                                | 1500-1600 circa  | 18 - Tribuna                                                     |
| veneta      | Caliari, Carletto                                                  | Creazione di Eva                                                                                     | 1560-1590 circa  | 18 - Tribuna                                                     |
| fiorentina  | Raffaellino del Garbo                                              | Allegoria                                                                                            | 1498 circa       | 18 - Tribuna                                                     |
| veneta      | Tiziano e bottega                                                  | Madonna col Bambino e san Giovannino                                                                 | 1500-1530 circa  | 18 - Tribuna                                                     |
| spagnola    | Yáñez, Fernando                                                    | Madonna col Bambino, sant'Elisabetta e san Giovannino                                                | 1500 circa       | 18 - Tribuna                                                     |
| veneta      | Scuola veneta                                                      | Ritratto d'uomo                                                                                      | 1530-1550 circa  | 18 - Tribuna                                                     |
| veneta      | Tiziano (attr.)                                                    | Venere della pernice                                                                                 | 1530-1540 circa  | 18 - Tribuna                                                     |
| veneta      | Tintoretto, Jacopo e bottega                                       | Ritratto d'uomo anziano                                                                              | 1560-1580 circa  | 18 - Tribuna                                                     |
| veneta      | Vicentino, Andrea                                                  | Convitto di Salomone                                                                                 | 1580-1600 circa  | 18 - Tribuna                                                     |
| veneta      | Caliari, Carletto                                                  | Morte di Adamo                                                                                       | 1560-1590 circa  | 18 - Tribuna                                                     |
| veneta      | Caliari, Carletto                                                  | Cacciata dal Paradiso terrestre                                                                      | 1560-1590 circa  | 18 - Tribuna                                                     |
| veneta      | Pitati, Bonifacio de'                                              | Ritratto di un senatore                                                                              | 1530-1550 circa  | 18 - Tribuna                                                     |
| veneta      | Caliari, Carletto                                                  | Peccato originale                                                                                    | 1560-1590 circa  | 18 - Tribuna                                                     |
| emiliana    | Scuola emiliana del XVII secolo                                    | Madonna addolorata                                                                                   | 1600-1700 circa  | 18 - Tribuna                                                     |
| ferrarese   | Scuola ferrarese                                                   | Tributo della moneta                                                                                 | 1500-1600 circa  | 18 - Tribuna                                                     |
| veneta      | Bassano il Giovane, Francesco                                      | San Girolamo                                                                                         | 1570-1590        | 18 - Tribuna                                                     |
| romana      | Stefaneschi, Giovanni Battista (da Raffaello)                      | San Giovannino                                                                                       | 1520 (post)      | 18 - Tribuna                                                     |
| veneta      | Veronese                                                           | Allegoria della città di Venezia come distributrice di ricompense e onori                            | 1550-1570 circa  | 18 - Tribuna                                                     |
| forlivese   | Palmezzano, Marco                                                  | Crocifissione                                                                                        | 1500 circa       | 19 - Perugino e Signorelli                                       |
| umbra       | Fiorenzo di Lorenzo                                                | San Vincenzo Ferrer                                                                                  | 1495-1500 circa  | 19 - Perugino e Signorelli                                       |
| marchigiana | Lorenzo da San Severino                                            | Pietà                                                                                                | 1491 circa       | 19 - Perugino e Signorelli                                       |
| fiorentina  | Lorenzo di Credi                                                   | Annunciazione                                                                                        | 1480-1485 circa  | 19 - Perugino e Signorelli                                       |
| fiorentina  | Lorenzo di Credi                                                   | Venere                                                                                               | 1493-1495 circa  | 19 - Perugino e Signorelli                                       |
| fiorentina  | Piero di Cosimo                                                    | Perseo libera Andromeda                                                                              | 1510-1513 circa  | 19 - Perugino e Signorelli                                       |
| fiorentina  | Signorelli, Luca                                                   | Sacra Famiglia di Parte Guelfa                                                                       | 1490 circa       | 19 - Perugino e Signorelli                                       |
| fiorentina  | Signorelli, Luca                                                   | Allegoria della Fecondità e dell'Abbondanza                                                          | 1500 circa       | 19 - Perugino e Signorelli                                       |
| fiorentina  | Signorelli, Luca                                                   | Madonna col Bambino tra ignudi                                                                       | 1490 circa       | 19 - Perugino e Signorelli                                       |
| umbra       | Perugino                                                           | Ritratto di Francesco Maria delle Opere                                                              | 1494             | 19 - Perugino e Signorelli                                       |
| umbra       | Perugino                                                           | Ritratto di Biagio Milanesi                                                                          | 1500             | 19 - Perugino e Signorelli                                       |
| umbra       | Perugino                                                           | Ritratto del monaco Baldassarre                                                                      | 1500             | 19 - Perugino e Signorelli                                       |
| umbra       | Perugino                                                           | Ritratto di giovane                                                                                  | 1495             | 19 - Perugino e Signorelli                                       |
| ferrarese   | Costa il Vecchio, Lorenzo                                          | San Sebastiano                                                                                       | 1490-1491 circa  | 19 - Perugino e Signorelli                                       |
| urbinate    | Genga, Girolamo                                                    | Martirio di san Sebastiano                                                                           | 1500-1510 circa  | 19 - Perugino e Signorelli                                       |
| emiliana    | Francia, Francesco                                                 | Ritratto di Evangelista Scappi                                                                       | 1500-1505 circa  | 19 - Perugino e Signorelli                                       |
| tedesca     | Dürer, Albrecht                                                    | Ritratto di Albrecht Dürer il Vecchio                                                                | 1490 circa       | 20 - Dürer                                                       |
| tedesca     | Dürer, Albrecht                                                    | Adorazione dei Magi                                                                                  | 1504             | 20 - Dürer                                                       |
| tedesca     | Dürer, Albrecht                                                    | San Filippo apostolo                                                                                 | 1516             | 20 - Dürer                                                       |
| tedesca     | Dürer, Albrecht                                                    | San Giacomo apostolo                                                                                 | 1516             | 20 - Dürer                                                       |
| tedesca     | Dürer, Albrecht                                                    | Vergine della Pera                                                                                   | 1526             | 20 - Dürer                                                       |
| tedesca     | Baldung Grien, Hans (copia da Dürer)                               | Adamo                                                                                                | 1520 circa       | 20 - Dürer                                                       |
| tedesca     | Baldung Grien, Hans (copia da Dürer)                               | Eva                                                                                                  | 1520 circa       | 20 - Dürer                                                       |
| tedesca     | Cranach il Vecchio, Lukas                                          | Madonna col Bambino e san Giovannino                                                                 | 1514             | 20 - Dürer                                                       |
| tedesca     | Cranach il Vecchio, Lukas                                          | Adamo                                                                                                | 1528             | 20 - Dürer                                                       |
| tedesca     | Cranach il Vecchio, Lukas                                          | Eva                                                                                                  | 1528             | 20 - Dürer                                                       |
| tedesca     | Cranach il Vecchio, Lukas                                          | Ritratto di Lutero e della moglie Caterina Bore                                                      | 1529             | 20 - Dürer                                                       |
| tedesca     | Cranach il Vecchio, Lukas                                          | Ritratto di Lutero e di Melantone                                                                    | 1543             | 20 - Dürer                                                       |
| tedesca     | Cranach il Vecchio, Lukas (bottega)                                | Ritratto femminile                                                                                   | 1530 circa       | 20 - Dürer                                                       |
| tedesca     | Cranach il Vecchio, Lukas (bottega)                                | Ritratti di Giovanni I e Federico III di Sassonia                                                    | 1533             | 20 - Dürer                                                       |
| tedesca     | Lemberger, Georg                                                   | San Giorgio                                                                                          | 1520             | 20 - Dürer                                                       |
| fiamminga   | Cleve, Joos van                                                    | Ritratto di ignoto                                                                                   | 1521 circa       | 20 - Dürer                                                       |
| tedesca     | Cranach il Giovane, Lukas                                          | Ritratto di Lukas Cranach il Vecchio                                                                 | 1550             | 20 - Dürer                                                       |
| tedesca     | Maler zu Schwaz, Hans                                              | Ritratto di Ferdinando di Castiglia, Arciduca d'Austria                                              | 1524-1525 circa  | 20 - Dürer                                                       |
| tedesca     | Burgkmair, Hans                                                    | Ritratto virile                                                                                      | 1506             | 20 - Dürer                                                       |
| tedesca     | Süss von Kulmbach, Hans                                            | Crocifissione                                                                                        | 1511-1514 circa  | 20 - Dürer                                                       |
| tedesca     | Süss von Kulmbach, Hans                                            | Storie di san Pietro e di san Paolo                                                                  | 1514-1516 circa  | 20 - Dürer                                                       |
| tedesca     | Scuola tedesca del secolo XVI                                      | Libro aperto                                                                                         | 1500-1525 circa  | 20 - Dürer                                                       |
| fiamminga   | Brueghel il Vecchio, Jan                                           | Grande Calvario                                                                                      | 1604 circa       | 20 - Dürer                                                       |
| veneta      | Vivarini, Bartolomeo                                               | San Ludovico di Tolosa                                                                               | 1465 circa       | 21 - Giambellino e Giorgione                                     |
| veneta      | Bellini, Giovanni                                                  | Allegoria sacra                                                                                      | 1490-1500 circa  | 21 - Giambellino e Giorgione                                     |
| veneta      | Bellini, Giovanni                                                  | Ritratto d'uomo                                                                                      | 1490-1500 circa  | 21 - Giambellino e Giorgione                                     |
| veneta      | Bellini, Giovanni                                                  | Compianto di Cristo                                                                                  | 1500             | 21 - Giambellino e Giorgione                                     |
| veneta      | Giorgione                                                          | Giudizio di Salomone                                                                                 | 1502-1505 circa  | 21 - Giambellino e Giorgione                                     |
| veneta      | Giorgione                                                          | Prova del fuoco di Mosè                                                                              | 1502-1505 circa  | 21 - Giambellino e Giorgione                                     |
| veneta      | Giorgione (attr.)                                                  | Guerriero con scudiero detto Il Gattamelata                                                          | 1502-1510 circa  | 21 - Giambellino e Giorgione                                     |
| ferrarese   | Tura, Cosmè                                                        | San Domenico                                                                                         | 1475 circa       | 21 - Giambellino e Giorgione                                     |
| veneta      | Cima da Conegliano                                                 | Madonna col Bambino                                                                                  | 1504 circa       | 21 - Giambellino e Giorgione                                     |
| veneta      | Carpaccio, Vittore                                                 | Alabardieri e anziani                                                                                | 1490-1493 circa  | 21 - Giambellino e Giorgione                                     |
| veneta      | Carpaccio, Vittore (attr.)                                         | Profeta                                                                                              | 1510 circa       | 21 - Giambellino e Giorgione                                     |
| veneta      | Carpaccio, Vittore (attr.)                                         | Sibilla                                                                                              | 1510 circa       | 21 - Giambellino e Giorgione                                     |
| ferrarese   | Costa il Vecchio, Lorenzo                                          | Ritratto di Giovanni II Bentivoglio                                                                  | 1490-1492 circa  | 21 - Giambellino e Giorgione                                     |
| fiamminga   | Maestro di Hoogstraeten                                            | Madonna in trono tra le sante Caterina d'Alessandria e Barbara                                       | 1520 circa       | 22 - Fiamminghi e tedeschi del Rinascimento                      |
| fiamminga   | David, Gerard                                                      | Adorazione dei Magi                                                                                  | 1495 circa       | 22 - Fiamminghi e tedeschi del Rinascimento                      |
| olandese    | Maestro della Virgo inter Virgines                                 | Crocifissione                                                                                        | 1475-1500 circa  | 22 - Fiamminghi e tedeschi del Rinascimento                      |
| siciliana   | Antonello da Messina                                               | San Giovanni Evangelista                                                                             | 1470-1475 circa  | 22 - Fiamminghi e tedeschi del Rinascimento                      |
| siciliana   | Antonello da Messina                                               | Madonna col Bambino e angeli reggicorona                                                             | 1470-1475 circa  | 22 - Fiamminghi e tedeschi del Rinascimento                      |
| fiamminga   | Orley, Bernaert van                                                | Ritratto di ignoto e di sua moglie                                                                   | 1500-1550 circa  | 22 - Fiamminghi e tedeschi del Rinascimento                      |
| fiamminga   | Cleve, Joos van                                                    | Ritratto di ignoto e di sua moglie                                                                   | 1520             | 22 - Fiamminghi e tedeschi del Rinascimento                      |
| tedesca     | Holbein il Giovane, Hans                                           | Ritratto di Sir Richard Southwell                                                                    | 1536             | 22 - Fiamminghi e tedeschi del Rinascimento                      |
| tedesca     | Holbein il Giovane, Hans                                           | Autoritratto                                                                                         | 1542 circa       | 22 - Fiamminghi e tedeschi del Rinascimento                      |
| tedesca     | Altdorfer, Albrecht                                                | Congedo di san Floriano                                                                              | 1518-1520 circa  | 22 - Fiamminghi e tedeschi del Rinascimento                      |
| tedesca     | Altdorfer, Albrecht                                                | Martirio di san Floriano                                                                             | 1518-1520 circa  | 22 - Fiamminghi e tedeschi del Rinascimento                      |
| fiamminga   | Holbein il Giovane, Hans (scuola)                                  | Ritratto di Tommaso Moro (?)                                                                         | 1540 circa       | 22 - Fiamminghi e tedeschi del Rinascimento                      |
| fiamminga   | Memling, Hans                                                      | Madonna in trono tra due angeli                                                                      | 1490-1491 circa  | 22 - Fiamminghi e tedeschi del Rinascimento                      |
| fiamminga   | Memling, Hans                                                      | Uomo con la lettera                                                                                  | 1480 circa       | 22 - Fiamminghi e tedeschi del Rinascimento                      |
| fiamminga   | Memling, Hans                                                      | Ritratto di ignoto in un paesaggio                                                                   | 1480 circa       | 22 - Fiamminghi e tedeschi del Rinascimento                      |
| fiamminga   | Memling, Hans                                                      | Ritratto di Folco Portinari                                                                          | 1490 circa       | 22 - Fiamminghi e tedeschi del Rinascimento                      |
| fiamminga   | Memling, Hans                                                      | Trittico di Benedetto Portinari (scomparti di San Benedetto e Ritratto di Benedetto Portinari)       | 1487             | 22 - Fiamminghi e tedeschi del Rinascimento                      |
| fiamminga   | Maestro dei ritratti Baroncelli                                    | Ritratto di Pierantonio Baroncelli e di sua moglie Maria Bonciani                                    | 1490 circa       | 22 - Fiamminghi e tedeschi del Rinascimento                      |
| tedesca     | Pencz, Georg                                                       | Ritratto di ignoto di diciott'anni                                                                   | 1544             | 22 - Fiamminghi e tedeschi del Rinascimento                      |
| olandese    | Luca di Leida                                                      | Cristo dolente                                                                                       | 1517 circa       | 22 - Fiamminghi e tedeschi del Rinascimento                      |
| mantovana   | Mantegna, Andrea                                                   | Trittico con Adorazione dei Magi, Circoncisione, Ascensione                                          | 1460             | 23 - Mantegna e Correggio                                        |
| mantovana   | Mantegna, Andrea                                                   | Ritratto di Carlo de' Medici                                                                         | 1466             | 23 - Mantegna e Correggio                                        |
| mantovana   | Mantegna, Andrea                                                   | Madonna delle Cave                                                                                   | 1488-1490        | 23 - Mantegna e Correggio                                        |
| lombarda    | Foppa, Vincenzo                                                    | Madonna col Bambino e un angelo                                                                      | 1479-1480 circa  | 23 - Mantegna e Correggio                                        |
| lombarda    | Pittore leonardesco                                                | Leda e il cigno                                                                                      | 1505-1507 circa  | 23 - Mantegna e Correggio                                        |
| lombarda    | Luini, Bernardino                                                  | Salomè con la testa del Battista                                                                     | 1527 circa       | 23 - Mantegna e Correggio                                        |
| ferrarese   | Boccaccino, Boccaccio                                              | Zingarella                                                                                           | 1504-1505 circa  | 23 - Mantegna e Correggio                                        |
| lombarda    | Boltraffio, Giovanni Antonio                                       | Narciso alla fonte                                                                                   | 1500-1510 circa  | 23 - Mantegna e Correggio                                        |
| senese      | Sodoma                                                             | Cristo tra gli sgherri                                                                               | 1525-1549 circa  | 23 - Mantegna e Correggio                                        |
| lombarda    | Araldi, Alessandro                                                 | Ritratto di Barbara Pallavicino                                                                      | 1510 circa       | 23 - Mantegna e Correggio                                        |
| lombarda    | Giampietrino                                                       | Santa Caterina d'Alessandria                                                                         | 1530-1540 circa  | 23 - Mantegna e Correggio                                        |
| lombarda    | Predis, Giovanni Ambrogio de'                                      | Ritratto virile                                                                                      | 1490-1510 circa  | 23 - Mantegna e Correggio                                        |
| lombarda    | Conti, Bernardino de'                                              | Ritratto virile                                                                                      | 1490-1510 circa  | 23 - Mantegna e Correggio                                        |
| ferrarese   | Maineri, Giovanni Francesco de'                                    | Cristo portacroce                                                                                    | 1506 -1525 circa | 23 - Mantegna e Correggio                                        |
| emiliana    | Correggio                                                          | Madonna col Bambino tra due angeli musicanti                                                         | 1515-1516 circa  | 23 - Mantegna e Correggio                                        |
| emiliana    | Correggio                                                          | Riposo dalla fuga in Egitto con san Francesco                                                        | 1520 circa       | 23 - Mantegna e Correggio                                        |
| emiliana    | Correggio                                                          | Adorazione del Bambino                                                                               | 1526 circa       | 23 - Mantegna e Correggio                                        |
| fiorentina  | Albertinelli, Mariotto                                             | Visitazione e predella con Storie dell'infanzia di Cristo                                            | 1503             | 25 - Michelangelo e i fiorentini                                 |
| fiorentina  | Bartolomeo, Fra'                                                   | Tabernacolo Del Pugliese                                                                             | 1500 circa       | 25 - Michelangelo e i fiorentini                                 |
| fiorentina  | Bartolomeo, Fra'                                                   | Apparizione della Vergine a san Bernardo                                                             | 1504-1507        | 25 - Michelangelo e i fiorentini                                 |
| fiorentina  | Bartolomeo, Fra'                                                   | Porzia                                                                                               | 1516 circa       | 25 - Michelangelo e i fiorentini                                 |
| fiorentina  | Michelangelo                                                       | Tondo Doni                                                                                           | 1506-1508 circa  | 25 - Michelangelo e i fiorentini                                 |
| fiorentina  | Ridolfo del Ghirlandaio (attr.)                                    | Donna velata                                                                                         | 1510 circa       | 25 - Michelangelo e i fiorentini                                 |
| fiorentina  | Ridolfo del Ghirlandaio (attr.)                                    | Coperta di ritratto con grottesche                                                                   | 1510 circa       | 25 - Michelangelo e i fiorentini                                 |
| spagnola    | Berruguete, Alonso                                                 | Salomè                                                                                               | 1512-1517 circa  | 25 - Michelangelo e i fiorentini                                 |
| spagnola    | Berruguete, Alonso                                                 | Madonna col Bambino                                                                                  | 1515 circa       | 25 - Michelangelo e i fiorentini                                 |
| fiorentina  | Granacci, Francesco                                                | Giuseppe condotto in carcere                                                                         | 1515 circa       | 25 - Michelangelo e i fiorentini                                 |
| fiorentina  | Granacci, Francesco                                                | Giuseppe presenta il padre e i fratelli al Faraone                                                   | 1515 circa       | 25 - Michelangelo e i fiorentini                                 |
| senese      | Beccafumi                                                          | Sacra Famiglia con san Giovannino                                                                    | 1518-1519        | 27 - (Pontormo e Rosso Fiorentino)                               |
| senese      | Beccafumi                                                          | Autoritratto                                                                                         | 1525-1530 circa  | 27 - (Pontormo e Rosso Fiorentino)                               |
| senese      | Giorgio di Giovanni                                                | Fuga di Clelia e delle vergini romane                                                                | 1538-1540 circa  | 27 - (Pontormo e Rosso Fiorentino)                               |
| fiorentina  | Foschi, Pierfrancesco di Jacopo (attr.)                            | Ritratto virile                                                                                      | 1530-1540 circa  | 27 - (Pontormo e Rosso Fiorentino)                               |
| romana      | Perin del Vaga                                                     | Tarquinio Prisco fonda il tempio di Giove in Campidoglio                                             | 1521 circa       | 27 - (Pontormo e Rosso Fiorentino)                               |
| romana      | Perin del Vaga                                                     | Giustizia di Seleuco                                                                                 | 1521 circa       | 27 - (Pontormo e Rosso Fiorentino)                               |
| fiorentina  | Salviati, Francesco                                                | Adorazione dei pastori                                                                               | 1545 circa       | 27 - (Pontormo e Rosso Fiorentino)                               |
| fiorentina  | Salviati, Francesco                                                | Carità                                                                                               | 1543-1545 circa  | Depositi                                                         |
| romana      | Romano, Giulio                                                     | Madonna col Bambino                                                                                  | 1520-1530 circa  | Depositi                                                         |
| veneta      | Palma il Vecchio, Jacopo                                           | Sacra Famiglia coi santi Giovannino e Maria Maddalena                                                | 1508-1512 circa  | 28 - Tiziano e Sebastiano del Piombo                             |
| veneta      | Palma il Vecchio, Jacopo                                           | Ritratto di donna con ritratto d'uomo sul retro                                                      | 1515 circa       | 28 - Tiziano e Sebastiano del Piombo                             |
| veneta      | Palma il Vecchio, Jacopo                                           | Resurrezione di Lazzaro                                                                              | 1508-1510 circa  | 28 - Tiziano e Sebastiano del Piombo                             |
| veneta      | Palma il Vecchio, Jacopo                                           | Giuditta                                                                                             | 1525-1528 circa  | 28 - Tiziano e Sebastiano del Piombo                             |
| veneta      | Tiziano                                                            | Cristo risorto                                                                                       | 1511-1512        | 28 - Tiziano e Sebastiano del Piombo                             |
| veneta      | Tiziano                                                            | Ritratto del vescovo Ludovico Beccadelli                                                             | 1552             | 28 - Tiziano e Sebastiano del Piombo                             |
| veneta      | Tiziano                                                            | Ritratto di un cavaliere di Malta                                                                    | 1510-1515 circa  | 28 - Tiziano e Sebastiano del Piombo                             |
| veneta      | Tiziano                                                            | Madonna delle Rose                                                                                   | 1520-1530 circa  | 28 - Tiziano e Sebastiano del Piombo                             |
| veneta      | Tiziano                                                            | Flora                                                                                                | 1515-1520 circa  | 28 - Tiziano e Sebastiano del Piombo                             |
| veneta      | Tiziano                                                            | Ritratto di uomo malato                                                                              | 1514 circa       | 28 - Tiziano e Sebastiano del Piombo                             |
| veneta      | Tiziano                                                            | Ritratto del papa Sisto IV                                                                           | 1545-1546 circa  | 28 - Tiziano e Sebastiano del Piombo                             |
| veneta      | Tiziano                                                            | Ritratto di Francesco Maria Della Rovere                                                             | 1536-1538 circa  | 28 - Tiziano e Sebastiano del Piombo                             |
| veneta      | Tiziano                                                            | Venere di Urbino                                                                                     | 1538             | 28 - Tiziano e Sebastiano del Piombo                             |
| veneta      | Tiziano                                                            | Ritratto di Eleonora Gonzaga Della Rovere                                                            | 1536-1537        | 28 - Tiziano e Sebastiano del Piombo                             |
| veneta      | Tiziano                                                            | Santa Margherita                                                                                     | 1565-1575 circa  | 28 - Tiziano e Sebastiano del Piombo                             |
| veneta      | Sebastiano del Piombo                                              | Morte di Adone                                                                                       | 1511-1515 circa  | 28 - Tiziano e Sebastiano del Piombo                             |
| veneta      | Sebastiano del Piombo                                              | Ritratto di donna                                                                                    | 1512             | 28 - Tiziano e Sebastiano del Piombo                             |
| ferrarese   | Dossi, Dosso                                                       | Apparizione della Madonna col Bambino ai santi Giovanni Battista ed Evangelista                      | 1530-1540 circa  | 29 - Dosso e Parmigianino                                        |
| ferrarese   | Dossi, Dosso                                                       | Riposo durante la fuga in Egitto                                                                     | 1515-1516 circa  | 29 - Dosso e Parmigianino                                        |
| ferrarese   | Dossi, Dosso                                                       | Ritratto di guerriero                                                                                | 1530 circa       | 29 - Dosso e Parmigianino                                        |
| ferrarese   | Dossi, Dosso                                                       | Allegoria di Ercole                                                                                  | 1535 circa       | 29 - Dosso e Parmigianino                                        |
| emiliana    | Aspertini, Amico                                                   | Adorazione dei pastori                                                                               | 1530 circa       | 29 - Dosso e Parmigianino                                        |
| emiliana    | Aspertini, Amico                                                   | Ritratto di Alessandro Achillini                                                                     | 1521             | 29 - Dosso e Parmigianino                                        |
| emiliana    | Scuola emiliana del secolo XVI                                     | Ritratto di fanciullo                                                                                | 1500-1600 circa  | 29 - Dosso e Parmigianino                                        |
| emiliana    | Parmigianino                                                       | Madonna di San Zaccaria                                                                              | 1530-1533 circa  | 29 - Dosso e Parmigianino                                        |
| emiliana    | Parmigianino                                                       | Madonna dal collo lungo                                                                              | 1534-1540        | 29 - Dosso e Parmigianino                                        |
| emiliana    | Parmigianino                                                       | Ritratto virile                                                                                      | 1530 circa       | 29 - Dosso e Parmigianino                                        |
| emiliana    | Parmigianino                                                       | Madonna col Bambino                                                                                  | 1525 circa       | Depositi                                                         |
| ferrarese   | Amico friulano del Dosso                                           | Figura allegorica                                                                                    | 1520-1530 circa  | 29 - Dosso e Parmigianino                                        |
| ferrarese   | Amico friulano del Dosso                                           | Ritratto virile                                                                                      | 1500-1530 circa  | 29 - Dosso e Parmigianino                                        |
| ferrarese   | Amico friulano del Dosso                                           | Ritratto di donna                                                                                    | 1510-1530 circa  | 29 - Dosso e Parmigianino                                        |
| ferrarese   | Garofalo                                                           | Adorazione dei pastori                                                                               | 1510-1530 circa  | 30 - Gabinetto degli Emiliani del Cinquecento                    |
| ferrarese   | Garofalo                                                           | Annunciazione                                                                                        | 1510-1530 circa  | 30 - Gabinetto degli Emiliani del Cinquecento                    |
| ferrarese   | Garofalo                                                           | San Girolamo                                                                                         | 1510-1530 circa  | 30 - Gabinetto degli Emiliani del Cinquecento                    |
| ferrarese   | Mazzolino, Ludovico                                                | Adorazione dei pastori                                                                               | 1520-1524 circa  | 30 - Gabinetto degli Emiliani del Cinquecento                    |
| ferrarese   | Mazzolino, Ludovico                                                | Madonna col Bambino e santi                                                                          | 1522-1523        | 30 - Gabinetto degli Emiliani del Cinquecento                    |
| ferrarese   | Mazzolino, Ludovico                                                | Circoncisione                                                                                        | 1522-1525 circa  | 30 - Gabinetto degli Emiliani del Cinquecento                    |
| ferrarese   | Mazzolino, Ludovico (attr.)                                        | Strage degli innocenti                                                                               | 1522-1525 circa  | 30 - Gabinetto degli Emiliani del Cinquecento                    |
| veneta      | Veronese                                                           | Martirio di santa Giustina                                                                           | 1570-1579 circa  | 31 - Veronese                                                    |
| veneta      | Veronese                                                           | Sacra Famiglia con i santi Caterina e Giovannino                                                     | 1562-1565        | 31 - Veronese                                                    |
| veneta      | Veronese                                                           | Annunciazione                                                                                        | 1556 circa       | 31 - Veronese                                                    |
| veneta      | Veronese                                                           | Madonna in trono tra santi e donatori                                                                | 1546-1548 circa  | 31 - Veronese                                                    |
| veneta      | Veronese                                                           | Sant'Agata incoronata dagli angeli                                                                   | 1580 circa       | 31 - Veronese                                                    |
| veneta      | Veronese                                                           | Ester condotta da Assuero                                                                            | 1560-1569 circa  | 31 - Veronese                                                    |
| veneta      | Vicentino, Andrea                                                  | Visitazione                                                                                          | 1590-1610 circa  | 31 - Veronese                                                    |
| veneta      | Brusasorci, Domenico                                               | Betsabea al bagno                                                                                    | 1550             | 31 - Veronese                                                    |
| romana      | Franco, Battista                                                   | Salita al Calvario                                                                                   | 1552             | 32 - Bassano e Tintoretto                                        |
| veneta      | Bassano, Jacopo (bottega)                                          | Giuda e Tamar                                                                                        | 1550-1590 circa  | 32 - Bassano e Tintoretto                                        |
| veneta      | Bassano, Jacopo (bottega)                                          | Annuncio ai pastori                                                                                  | 1550-1590 circa  | 32 - Bassano e Tintoretto                                        |
| veneta      | Bordon, Paris                                                      | Ritratto di cavaliere                                                                                | 1535-1550 circa  | 32 - Bassano e Tintoretto                                        |
| veneta      | Bassano, Jacopo                                                    | Due cani                                                                                             | 1555 circa       | 32 - Bassano e Tintoretto                                        |
| veneta      | Pace, Gian Paolo                                                   | Ritratto di Giovanni dalle Bande Nere                                                                | 1545 circa       | 32 - Bassano e Tintoretto                                        |
| veneta      | Bordon, Paris                                                      | Ritratto di uomo con pelliccia                                                                       | 1523-1532        | 32 - Bassano e Tintoretto                                        |
| veneta      | Tintoretto, Jacopo                                                 | Cristo al pozzo della Samaritana                                                                     | 1560 circa       | 32 - Bassano e Tintoretto                                        |
| veneta      | Tintoretto, Jacopo                                                 | Leda e il cigno                                                                                      | 1550-1594 circa  | 32 - Bassano e Tintoretto                                        |
| veneta      | Scuola veneta della fine del XVI secolo                            | Ritratto di un artista                                                                               | 1550-1574 circa  | 32 - Bassano e Tintoretto                                        |
| veneta      | Tintoretto, Jacopo                                                 | Ritratto di ammiraglio veneziano                                                                     | 1570 circa       | 32 - Bassano e Tintoretto                                        |
| veneta      | Tintoretto, Jacopo                                                 | Adamo ed Eva cacciati dal Paradiso Terrestre                                                         | 1550-1553 circa  | 32 - Bassano e Tintoretto                                        |
| veneta      | Tintoretto, Jacopo                                                 | Ritratto di Jacopo Sansovino                                                                         | 1566 circa       | 32 - Bassano e Tintoretto                                        |
| veneta      | Tintoretto, Jacopo                                                 | Ritratto virile                                                                                      | 1546             | 32 - Bassano e Tintoretto                                        |
| veneta      | Tintoretto, Jacopo                                                 | Ritratto di uomo dai capelli rossi                                                                   | 1516-1548 circa  | 32 - Bassano e Tintoretto                                        |
| veneta      | Tintoretto, Jacopo                                                 | Ritratto di gentiluomo                                                                               | 1550-1590 circa  | 32 - Bassano e Tintoretto                                        |
| veneta      | Tintoretto, Jacopo                                                 | Samaritana al pozzo                                                                                  | 1578 circa       | 32 - Bassano e Tintoretto                                        |
| fiorentina  | Allori, Alessandro                                                 | Ercole coronato dalle Muse                                                                           | 1568 circa       | 33 - Corridoio del Cinquecento                                   |
| fiorentina  | Allori, Alessandro                                                 | Venere e Amore                                                                                       | 1550-1559 circa  | 33 - Corridoio del Cinquecento                                   |
| fiorentina  | Allori, Alessandro                                                 | San Pietro cammina sulle acque                                                                       | 1596             | 33 - Corridoio del Cinquecento                                   |
| fiorentina  | Allori, Alessandro (attr.)                                         | Ritratto di Ludovico Capponi (?)                                                                     | 1570-1575 circa  | 33 - Corridoio del Cinquecento                                   |
| fiorentina  | Allori, Alessandro                                                 | Sacrificio di Isacco                                                                                 | 1601             | 33 - Corridoio del Cinquecento                                   |
| fiorentina  | Allori, Alessandro                                                 | Ritratto di Bianca Cappello                                                                          | 1578 circa       | 33 - Corridoio del Cinquecento                                   |
| marchigiana | Barocci, Federico                                                  | Ritratto di fanciulla                                                                                | 1570-1575 circa  | 33 - Corridoio del Cinquecento                                   |
| marchigiana | Barocci, Federico                                                  | Autoritratto                                                                                         | 1600 circa       | 33 - Corridoio del Cinquecento                                   |
| fiamminga   | Beuckelaer, Joachim                                                | Pilato mostra Gesù al popolo                                                                         | 1566             | 33 - Corridoio del Cinquecento                                   |
| fiorentina  | Bronzino                                                           | Cristo deposto                                                                                       | 1567 circa       | 33 - Corridoio del Cinquecento                                   |
| fiorentina  | Boscoli, Andrea                                                    | Piramo e Tisbe                                                                                       | 1590 circa       | 33 - Corridoio del Cinquecento                                   |
| fiorentina  | Boscoli, Andrea                                                    | San Sebastiano                                                                                       | 1600-1606 circa  | 33 - Corridoio del Cinquecento                                   |
| fiamminga   | Calvaert, Denijs                                                   | Assunzione di Maria                                                                                  | 1602             | 33 - Corridoio del Cinquecento                                   |
| veneta      | Campagnola, Domenico (attr.)                                       | Ritratto virile                                                                                      | 1525-1575 circa  | 33 - Corridoio del Cinquecento                                   |
| fiorentina  | Cavalori, Mirabello (attr.)                                        | Madonna col Bambino e santi                                                                          | 1550-1560 circa  | 33 - Corridoio del Cinquecento                                   |
| fiorentina  | Empoli, L'                                                         | Ebbrezza di Noè                                                                                      | 1520-1525 circa  | 33 - Corridoio del Cinquecento                                   |
| fiorentina  | Empoli, L'                                                         | Sacrificio di Isacco                                                                                 | 1520-1525 circa  | 33 - Corridoio del Cinquecento                                   |
| fiorentina  | Cigoli                                                             | Fuga in Egitto                                                                                       | 1570-1600 circa  | 33 - Corridoio del Cinquecento                                   |
| fiamminga   | Civetta, Il (Herri met de Bles)                                    | Miniere di rame                                                                                      | 1500-1524 circa  | 33 - Corridoio del Cinquecento                                   |
| francese    | Coulet, François                                                   | Ritratto di Francesco I di Francia                                                                   | 1540 circa       | 33 - Corridoio del Cinquecento                                   |
| fiamminga   | Floris, Frans                                                      | Susanna e i vecchioni                                                                                | 1540-1560 circa  | 33 - Corridoio del Cinquecento                                   |
| emiliana    | Fontana, Lavinia                                                   | Apparizione di Gesù alla Maddalena                                                                   | 1581             | 33 - Corridoio del Cinquecento                                   |
| fiorentina  | Ligozzi, Jacopo                                                    | Sacrificio di Isacco                                                                                 | 1596 circa       | 33 - Corridoio del Cinquecento                                   |
| fiorentina  | Ligozzi, Jacopo (cerchia)                                          | Fortuna                                                                                              | 1580-1600 circa  | 33 - Corridoio del Cinquecento                                   |
| fiorentina  | Maso da San Friano                                                 | Caduta di Icaro                                                                                      | 1571 (post)      | 33 - Corridoio del Cinquecento                                   |
| marchigiana | Mazza Ventura (?) (copia da Barocci)                               | Annunciazione                                                                                        | 1600 circa       | 33 - Corridoio del Cinquecento                                   |
| fiorentina  | Poppi, Il                                                          | Tre Grazie                                                                                           | 1570 circa       | 33 - Corridoio del Cinquecento                                   |
| emiliana    | Abate, Nicolò dell'                                                | Ritratto di giovane                                                                                  | 1540-1550 circa  | 33 - Corridoio del Cinquecento                                   |
| fiorentina  | Pittore fiorentino seconda metà del secolo XVI                     | Ulisse nell'isola di Circe                                                                           | 1570-1580 circa  | 33 - Corridoio del Cinquecento                                   |
| francese    | Pittore francese del secolo XVI                                    | Ritratto di Cristina di Lorena                                                                       | 1588             | 33 - Corridoio del Cinquecento                                   |
| francese    | Pittore francese del secolo XVI                                    | Uomo in armatura                                                                                     | 1545-1549 circa  | 33 - Corridoio del Cinquecento                                   |
| fiorentina  | Samacchini, Orazio                                                 | Susanna al bagno                                                                                     | 1570-1575 circa  | 33 - Corridoio del Cinquecento                                   |
| fiorentina  | Samacchini, Orazio                                                 | Castità di Giuseppe                                                                                  | 1570-1575 circa  | 33 - Corridoio del Cinquecento                                   |
| spagnola    | Sanchez Coelho, Alonso                                             | Ritratto di Elisabetta di Valois                                                                     | 1570-1580 circa  | 33 - Corridoio del Cinquecento                                   |
| fiorentina  | Santi di Tito                                                      | Madonna col Bambino e santi                                                                          | 1565 circa       | 33 - Corridoio del Cinquecento                                   |
| fiorentina  | Scarsellino                                                        | Giudizio di Paride                                                                                   | 1590-1595 circa  | 33 - Corridoio del Cinquecento                                   |
| francese    | Scuola di Fontainebleau                                            | Due donne al bagno                                                                                   | 1570-1600 circa  | 33 - Corridoio del Cinquecento                                   |
| francese    | Scuola di Fontainebleau                                            | Flora                                                                                                | 1550-1600 circa  | 33 - Corridoio del Cinquecento                                   |
| fiorentina  | Vasari, Giorgio                                                    | Artemisia piange Mausolo                                                                             | 1545             | 33 - Corridoio del Cinquecento                                   |
| fiorentina  | Vasari, Giorgio                                                    | Fucina di Vulcano                                                                                    | 1563-1565        | 33 - Corridoio del Cinquecento                                   |
| fiorentina  | Vasari, Giorgio                                                    | Adorazione dei pastori                                                                               | 1550 circa       | 33 - Corridoio del Cinquecento                                   |
| fiorentina  | Zucchi, Jacopo                                                     | Riposo durante la fuga in Egitto                                                                     | 1550-1590 circa  | 33 - Corridoio del Cinquecento                                   |
| fiorentina  | Zucchi, Jacopo                                                     | Età del ferro                                                                                        | 1570-1577        | 33 - Corridoio del Cinquecento                                   |
| fiorentina  | Zucchi, Jacopo                                                     | Età dell'argento                                                                                     | 1576-1581 circa  | 33 - Corridoio del Cinquecento                                   |
| fiorentina  | Zucchi, Jacopo                                                     | Età dell'oro                                                                                         | 1576-1581 circa  | 33 - Corridoio del Cinquecento                                   |
| francese    | Clouet, François                                                   | Ritratto di Francesco I a cavallo                                                                    | 1540 circa       | 33 - Corridoio del Cinquecento                                   |
| toscana     | Vasari, Giorgio                                                    | Profeta Eliseo                                                                                       | 1566 circa       | Depositi                                                         |
| fiorentina  | Allori, Alessandro (bottega)                                       | Ritratto di Bianca Cappello                                                                          | 1560-1585 circa  | Depositi                                                         |
| fiorentina  | Daniele da Volterra                                                | Strage degli Innocenti                                                                               | 1557             | Depositi                                                         |
| fiorentina  | Franciabigio                                                       | Madonna del pozzo                                                                                    | 1500-1524 circa  | Depositi                                                         |
| olandese    | Moro, Antonio                                                      | Autoritratto                                                                                         | 1558             | Depositi                                                         |
| lombarda    | Licinio, Bernardino                                                | Nuda                                                                                                 | 1525-1550 circa  | 34 - Lombardi del Cinquecento                                    |
| veneta      | Florigerio, Sebastiano                                             | Ritratto di Raffaello Grassi                                                                         | 1540-1550 circa  | 34 - Lombardi del Cinquecento                                    |
| emiliana    | Campi, Bernardino (?)                                              | Ritratto virile                                                                                      | 1560 circa       | 34 - Lombardi del Cinquecento                                    |
| lombarda    | Moroni, Giovan Battista                                            | Ritratto del poeta Giovanni Antonio Pantera                                                          | 1560-1570 circa  | 34 - Lombardi del Cinquecento                                    |
| lombarda    | Moroni, Giovan Battista                                            | Ritratto del cavaliere Pietro Secco Suardo                                                           | 1563             | 34 - Lombardi del Cinquecento                                    |
| lombarda    | Moroni, Giovan Battista                                            | Ritratto di un dotto                                                                                 | 1550-1553 circa  | 34 - Lombardi del Cinquecento                                    |
| lombarda    | Pittore dell'Italia settentrionale del secolo XVI                  | Ritratto virile, detto Teofilo Folengo                                                               | 1500-1550 circa  | 34 - Lombardi del Cinquecento                                    |
| veneta      | Lotto, Lorenzo                                                     | Susanna e i vecchioni                                                                                | 1517             | 34 - Lombardi del Cinquecento                                    |
| veneta      | Lotto, Lorenzo                                                     | Ritratto di giovane                                                                                  | 1505 circa       | 34 - Lombardi del Cinquecento                                    |
| veneta      | Lotto, Lorenzo                                                     | Sacra famiglia con i santi Girolamo e Anna                                                           | 1534             | 34 - Lombardi del Cinquecento                                    |
| lombarda    | Savoldo, Giovanni Girolamo                                         | Trasfigurazione                                                                                      | 1553-1555 circa  | 34 - Lombardi del Cinquecento                                    |
| veneta      | Pino, Paolo                                                        | Ritratto di gentiluomo                                                                               | 1534 circa       | 34 - Lombardi del Cinquecento                                    |
| lombarda    | Anguissola, Sofonisba (attr.)                                      | Ritratto di ignoto                                                                                   | 1530-1540 circa  | 34 - Lombardi del Cinquecento                                    |
| lombarda    | Figino, Girolamo                                                   | Madonna col Bambino e le sante Margherita e Maddalena                                                | 1559-1560 circa  | 34 - Lombardi del Cinquecento                                    |
| lombarda    | Campi, Giulio                                                      | Ritratto di suonatore di chitarra                                                                    | 1530-1540 circa  | 34 - Lombardi del Cinquecento                                    |
| lombarda    | Campi, Giulio (attr.)                                              | Ritratto di Galeazzo Campi                                                                           | 1530-1540 circa  | 34 - Lombardi del Cinquecento                                    |
| lombarda    | Boccaccino, Camillo (attr.)                                        | Testa di vecchio                                                                                     | 1530-1540 circa  | 34 - Lombardi del Cinquecento                                    |
| fiorentina  | Buti, Ludovico                                                     | Assunzione della Vergine                                                                             | 1580-1610 circa  | 35 - Barocci e Controriforma toscana                             |
| fiorentina  | Allori, Alessandro                                                 | Cristo morto pianto da Maria e dagli angeli                                                          | 1580             | 35 - Barocci e Controriforma toscana                             |
| fiorentina  | Passignano, Il                                                     | San Luca che dipinge Maria                                                                           | 1570-1630 circa  | 35 - Barocci e Controriforma toscana                             |
| marchigiana | Barocci, Federico                                                  | Madonna della Gatta                                                                                  | 1598-1605 circa  | 35 - Barocci e Controriforma toscana                             |
| marchigiana | Barocci, Federico                                                  | Madonna del Popolo                                                                                   | 1579             | 35 - Barocci e Controriforma toscana                             |
| fiorentina  | Cigoli, Il                                                         | San Francesco riceve le stigmate                                                                     | 1596             | 35 - Barocci e Controriforma toscana                             |
| fiorentina  | Pagani, Gregorio                                                   | Cristo nella casa di Marta e Maria                                                                   | 1590-1605 circa  | 35 - Barocci e Controriforma toscana                             |
| fiorentina  | Poccetti, Bernardino                                               | Apparizione della Madonna col Bambino ai santi Nicola di Bari e Bruno                                | 1595             | 35 - Barocci e Controriforma toscana                             |
| fiorentina  | Empoli, L'                                                         | Martirio di santa Barbara                                                                            | 1603             | 35 - Barocci e Controriforma toscana                             |
| fiorentina  | Cigoli, Il                                                         | Deposizione                                                                                          | 1590-1610 circa  | 35 - Barocci e Controriforma toscana                             |
| fiorentina  | Santi di Tito                                                      | Bene scripsisti de me, Thoma                                                                         | 1560-1600 circa  | 35 - Barocci e Controriforma toscana                             |
| senese      | Sodoma                                                             | Stendardo con san Sebastiano e Madonna col Bambino e santi                                           | 1525             | Ex-Vestibolo di uscita                                           |
| tedesca     | Loth, Johann Carl                                                  | Adamo piange Abele morto                                                                             | 1680-1690 circa  | Ex-Vestibolo di uscita                                           |
| marchigiana | Barocci, Federico                                                  | Ritratto di Francesco Maria II della Rovere                                                          | 1572 circa       | Ex-Vestibolo di uscita                                           |
| fiorentina  | Allori, Alessandro                                                 | Ritratto di Ortensia de' Bardi di Montauto                                                           | 1559             | Ex-Vestibolo di uscita                                           |
| marchigiana | Barocci, Federico                                                  | Ritratto di Ippolito della Rovere                                                                    | 1602 circa       | Ex-Vestibolo di uscita                                           |
| fiamminga   | Rubens, Peter Paul                                                 | Enrico IV alla battaglia di Ivry                                                                     | 1627-1630        | 42 - Niobe                                                       |
| fiamminga   | Rubens, Peter Paul                                                 | Ingresso trionfale di Enrico IV a Parigi                                                             | 1627-1631        | 42 - Niobe                                                       |
| fiorentina  | Sustermans, Giusto                                                 | Giuramento del Senato fiorentino a Ferdinando II de' Medici                                          | 1621             | 42 - Niobe                                                       |
| fiamminga   | Grisoni, Giuseppe                                                  | Ratto di Proserpina                                                                                  | 1723-1730 circa  | 42 - Niobe                                                       |
| fiorentina  | Coccapani, Sigismondo                                              | Suonatore di flauto                                                                                  | 1647 (ante)      | 43 - Seicento italiano (ed europeo)                              |
| emiliana    | Carracci, Annibale                                                 | Autoritratto di profilo                                                                              | 1590-1591 circa  | 43 - Seicento italiano (ed europeo)                              |
| emiliana    | Carracci, Annibale                                                 | Venere, satiro e amorini                                                                             | 1587-1588 circa  | 43 - Seicento italiano (ed europeo)                              |
| romana      | Preti, Mattia                                                      | Vanitas                                                                                              | 1650-1670 circa  | 43 - Seicento italiano (ed europeo)                              |
| emiliana    | Guercino                                                           | Sibilla Samia                                                                                        | 1644             | 43 - Seicento italiano (ed europeo)                              |
| emiliana    | Domenichino                                                        | Ritratto del Cardinale Agucchi                                                                       | 1605             | 43 - Seicento italiano (ed europeo)                              |
| mantovana   | Feti, Domenico                                                     | Ecce Homo                                                                                            | 1613             | 43 - Seicento italiano (ed europeo)                              |
| ligure      | Strozzi, Bernardo                                                  | Tributo della moneta                                                                                 | 1630             | 43 - Seicento italiano (ed europeo)                              |
| fiorentina  | Sustermans, Giusto                                                 | Due contadine e un negro                                                                             | 1630-1680 circa  | 44 - (Rembrandt e) Fiamminghi del Seicento                       |
| fiorentina  | Sustermans, Giusto                                                 | Ritratto di Galileo Galilei                                                                          | 1636             | Depositi                                                         |
| olandese    | Codde, Pieter                                                      | Riunione conviviale                                                                                  | 1620-1670 circa  | 44 - (Rembrandt e) Fiamminghi del Seicento                       |
| olandese    | Codde, Pieter                                                      | Riunione musicale                                                                                    | 1620-1670 circa  | 44 - (Rembrandt e) Fiamminghi del Seicento                       |
| olandese    | Swanevelt, Herman van                                              | Paesaggio con figure                                                                                 | 1640 circa       | 44 - (Rembrandt e) Fiamminghi del Seicento                       |
| olandese    | Mierevelt, Michiel Jansz. van                                      | Ritratto di gentiluomo                                                                               | 1617-1625 circa  | 44 - (Rembrandt e) Fiamminghi del Seicento                       |
| olandese    | Mierevelt, Michiel Jansz. van                                      | Ritratto di gentildonna                                                                              | 1617-1625 circa  | 44 - (Rembrandt e) Fiamminghi del Seicento                       |
| emiliana    | Crespi, Giuseppe Maria                                             | Cercatrice di pulci                                                                                  | 1710-1730 circa  | 45 - Settecento italiano (ed europeo)                            |
| emiliana    | Crespi, Giuseppe Maria                                             | Ritratto del pittore Giovanni Sorbi (?)                                                              | 1710-1730 circa  | 45 - Settecento italiano (ed europeo)                            |
| emiliana    | Crespi, Giuseppe Maria                                             | Amore e Psiche                                                                                       | 1709             | 45 - Settecento italiano (ed europeo)                            |
| ligure      | Magnasco, Alessandro                                               | Refezione di zingari                                                                                 | 1710 circa       | 45 - Settecento italiano (ed europeo)                            |
| romana      | Pannini, Giovanni Paolo                                            | Piscina di Betsaida                                                                                  | 1740 circa       | 45 - Settecento italiano (ed europeo)                            |
| veneta      | Longhi, Alessandro                                                 | Ritratto di gentildonna                                                                              | 1770 circa       | 45 - Settecento italiano (ed europeo)                            |
| veneta      | Longhi, Pietro                                                     | Confessione                                                                                          | 1755 circa       | 45 - Settecento italiano (ed europeo)                            |
| veneta      | Canaletto                                                          | Capriccio lagunare con una tomba                                                                     | 1740 circa       | 45 - Settecento italiano (ed europeo)                            |
| veneta      | Canaletto                                                          | Capriccio lagunare con casa e campanile                                                              | 1740 circa       | 45 - Settecento italiano (ed europeo)                            |
| veneta      | Canaletto                                                          | Veduta del Palazzo Ducale di Venezia                                                                 | 1755 (ante)      | 45 - Settecento italiano (ed europeo)                            |
| veneta      | Canaletto                                                          | Canal Grande                                                                                         | 1728-1730        | 45 - Settecento italiano (ed europeo)                            |
| veneta      | Guardi, Francesco                                                  | Capriccio con ponti su un canale                                                                     | 1750 circa       | 45 - Settecento italiano (ed europeo)                            |
| veneta      | Guardi, Francesco                                                  | Capriccio con arco e pontile                                                                         | 1750 circa       | 45 - Settecento italiano (ed europeo)                            |
| veneta      | Longhi, Alessandro                                                 | Ritratto di magistrato                                                                               | 1775-1800 circa  | 45 - Settecento italiano (ed europeo)                            |
| veneta      | Tiepolo, Giambattista                                              | Rinaldo si specchia nello scudo di Ubaldo                                                            | 1750-1755 circa  | 45 - Settecento italiano (ed europeo)                            |
| veneta      | Tiepolo, Giambattista                                              | Rinaldo abbandona Armida                                                                             | 1750-1755 circa  | 45 - Settecento italiano (ed europeo)                            |
| veneta      | Carriera, Rosalba                                                  | Ritratto di Felicita Sartori (?)                                                                     | 1730-1740 circa  | 45 - Settecento italiano (ed europeo)                            |
| francese    | Chardin, Jean-Baptiste-Siméon                                      | Ragazza col volano                                                                                   | 1740 circa       | 45 - Settecento italiano (ed europeo)                            |
| spagnola    | Velázquez, Diego                                                   | Natura morta con porri, frattaglie, un fiasco e formaggio                                            | 1620-1650 circa  | 46 - Pittori spagnoli del XVI-XVIII secolo                       |
| spagnola    | Pereda, Antonio de (attr.)                                         | Allegoria della Vanità                                                                               | 1660-1670 circa  | 46 - Pittori spagnoli del XVI-XVIII secolo                       |
| spagnola    | Ribera, Jusepe de                                                  | San Girolamo penitente                                                                               | 1626             | 46 - Pittori spagnoli del XVI-XVIII secolo                       |
| spagnola    | Goya, Francisco de                                                 | Ritratto di María Luisa de Borbón y Vallabriga                                                       | 1800 circa       | 46 - Pittori spagnoli del XVI-XVIII secolo                       |
| spagnola    | Goya, Francisco de                                                 | Ritratto di Maria Teresa di Vallabriga a cavallo                                                     | 1783             | 46 - Pittori spagnoli del XVI-XVIII secolo                       |
| spagnola    | Velázquez, Diego                                                   | Autoritratto                                                                                         | 1645 circa       | 46 - Pittori spagnoli del XVI-XVIII secolo                       |
| spagnola    | Greco, El                                                          | Santi Giovanni Evangelista e Francesco                                                               | 1600 circa       | 46 - Pittori spagnoli del XVI-XVIII secolo                       |
| spagnola    | Morales, Luis de                                                   | Cristo portacroce                                                                                    | 1550-1560 circa  | 46 - Pittori spagnoli del XVI-XVIII secolo                       |
| olandese    | Metsu, Gabriel                                                     | Dama e cavaliere in un interno                                                                       | 1660-1665 circa  | 47 - Pittori olandesi di Leida del XVII secolo                   |
| olandese    | Mieris il Vecchio, Frans van                                       | Autoritratto con la sua famiglia                                                                     | 1675             | 47 - Pittori olandesi di Leida del XVII secolo                   |
| olandese    | Dou, Gerrit                                                        | Autoritratto                                                                                         | 1658             | 47 - Pittori olandesi di Leida del XVII secolo                   |
| olandese    | Dou, Gerrit                                                        | La scuola serale                                                                                     | 1660-1665 circa  | 47 - Pittori olandesi di Leida del XVII secolo                   |
| olandese    | Slingelandt, Pieter van                                            | Bolle di sapone                                                                                      | 1661             | 47 - Pittori olandesi di Leida del XVII secolo                   |
| olandese    | Mieris il Vecchio, Frans van                                       | Giovane ubriacone                                                                                    | 1665-1670 circa  | 47 - Pittori olandesi di Leida del XVII secolo                   |
| olandese    | Mieris il Vecchio, Frans van                                       | Cortigiana olandese                                                                                  | 1669             | 47 - Pittori olandesi di Leida del XVII secolo                   |
| olandese    | Mieris il Vecchio, Frans van                                       | Autoritratto                                                                                         | 1676             | 47 - Pittori olandesi di Leida del XVII secolo                   |
| olandese    | Mieris il Vecchio, Frans van                                       | Autoritratto                                                                                         | 1650-1655 circa  | 47 - Pittori olandesi di Leida del XVII secolo                   |
| olandese    | Steen, Jan                                                         | Osteria di campagna                                                                                  | 1650-1600 circa  | 47 - Pittori olandesi di Leida del XVII secolo                   |
| olandese    | Mieris il Vecchio, Frans van                                       | Due vecchi a tavola                                                                                  | 1655-1660 circa  | 47 - Pittori olandesi di Leida del XVII secolo                   |
| olandese    | Metsu, Gabriel                                                     | Donna che accorda il liuto                                                                           | 1660-1665 circa  | 47 - Pittori olandesi di Leida del XVII secolo                   |
| olandese    | Dou, Gerrit                                                        | Venditrice di frittelle                                                                              | 1650-1665 circa  | 47 - Pittori olandesi di Leida del XVII secolo                   |
| francese    | Jouvenet, Jean                                                     | Sant'Anna insegna a leggere alla Vergine                                                             | 1700 circa       | 48 - Pittori francesi del XVII secolo                            |
| francese    | Rigaud, Hyacinthe                                                  | Ritratto di Jacques-Bénigne Bossuet                                                                  | 1698             | 48 - Pittori francesi del XVII secolo                            |
| francese    | Stella, Jacques                                                    | Cristo servito dagli angeli                                                                          | 1650 circa       | 48 - Pittori francesi del XVII secolo                            |
| francese    | Le Brun, Charles                                                   | Sacrificio di Jefte                                                                                  | 1642             | 48 - Pittori francesi del XVII secolo                            |
| francese    | Vouet, Simon                                                       | Madonna col Bambino in un paesaggio                                                                  | 1625-1626        | 48 - Pittori francesi del XVII secolo                            |
| francese    | Dufresnoy, Charles-Alphonse                                        | Socrate beve la cicuta                                                                               | 1650 circa       | 48 - Pittori francesi del XVII secolo                            |
| francese    | Dorigny, Michel (attr.)                                            | Annunciazione                                                                                        | 1650-1660 circa  | 48 - Pittori francesi del XVII secolo                            |
| francese    | Lorrain, Claude                                                    | Porto con Villa Medici                                                                               | 1637             | Depositi                                                         |
| olandese    | Heyden, Jan van den                                                | Veduta di una piazza ad Amsterdam                                                                    | 1667             | 49 - Pittori olandesi di Amsterdam del XVII-XVIII secolo         |
| olandese    | Rembrandt (copia da)                                               | Autoritratto senile                                                                                  | 1655 circa       | 49 - Pittori olandesi di Amsterdam del XVII-XVIII secolo         |
| olandese    | Rembrandt                                                          | Autoritratto da vecchio                                                                              | 1664 circa       | 49 - Pittori olandesi di Amsterdam del XVII-XVIII secolo         |
| olandese    | Seghers, Hercules Pietersz.                                        | Paesaggio montuoso                                                                                   | 1620-1630 circa  | 49 - Pittori olandesi di Amsterdam del XVII-XVIII secolo         |
| olandese    | Schrieck, Otto Marseus van                                         | Sottobosco con piante e animali                                                                      | 1650-1670 circa  | 49 - Pittori olandesi di Amsterdam del XVII-XVIII secolo         |
| olandese    | Aelst, Willem van                                                  | Natura morta con cacciagione                                                                         | 1652             | 49 - Pittori olandesi di Amsterdam del XVII-XVIII secolo         |
| olandese    | Velde, Adriaen van de                                              | Paesaggio con animali                                                                                | 1660 circa       | 49 - Pittori olandesi di Amsterdam del XVII-XVIII secolo         |
| olandese    | Ruysch, Rachel                                                     | Natura morta con fiori e insetti                                                                     | 1711             | 49 - Pittori olandesi di Amsterdam del XVII-XVIII secolo         |
| olandese    | Lingelbach, Johannes                                               | Riposo dopo la caccia                                                                                | 1665-1670 circa  | 49 - Pittori olandesi di Amsterdam del XVII-XVIII secolo         |
| olandese    | De Moucheron, Frederick                                            | Paesaggio con armenti                                                                                | 1660-1670 circa  | 49 - Pittori olandesi di Amsterdam del XVII-XVIII secolo         |
| olandese    | Ruysch, Rachel                                                     | Natura morta con frutta e insetti                                                                    | 1711             | 49 - Pittori olandesi di Amsterdam del XVII-XVIII secolo         |
| olandese    | Codde, Pieter                                                      | Concerto                                                                                             | 1620-1670 circa  | 49 - Pittori olandesi di Amsterdam del XVII-XVIII secolo         |
| olandese    | Codde, Pieter                                                      | Conversazione                                                                                        | 1620-1670 circa  | 49 - Pittori olandesi di Amsterdam del XVII-XVIII secolo         |
| olandese    | Rembrandt                                                          | Autoritratto giovanile                                                                               | 1634             | 49 - Pittori olandesi di Amsterdam del XVII-XVIII secolo         |
| olandese    | Rembrandt                                                          | Ritratto di vecchio                                                                                  | 1665             | 49 - Pittori olandesi di Amsterdam del XVII-XVIII secolo         |
| olandese    | Schalcken, Godfried                                                | Autoritratto                                                                                         | 1695             | 50 - Pittori olandesi dell'Aia del XVII secolo                   |
| olandese    | Netscher, Caspar                                                   | Autoritratto con la sua famiglia                                                                     | 1660 circa       | 50 - Pittori olandesi dell'Aia del XVII secolo                   |
| olandese    | Netscher, Caspar                                                   | Offerta a Venere                                                                                     | 1660 circa       | 50 - Pittori olandesi dell'Aia del XVII secolo                   |
| olandese    | Schalcken, Godfried                                                | Pietà                                                                                                | 1704-1706 circa  | 50 - Pittori olandesi dell'Aia del XVII secolo                   |
| olandese    | Schalcken, Godfried                                                | Donna che cuce in un interno                                                                         | 1660-1670 circa  | 50 - Pittori olandesi dell'Aia del XVII secolo                   |
| olandese    | Netscher, Caspar                                                   | Suonatrice di liuto                                                                                  | 1668             | 50 - Pittori olandesi dell'Aia del XVII secolo                   |
| olandese    | Lelienbergh, Cornelis (attr.)                                      | Natura morta di uccelli morti e tartaruga                                                            | 1650-1660 circa  | 50 - Pittori olandesi dell'Aia del XVII secolo                   |
| olandese    | Schalcken, Godfried                                                | Pigmalione                                                                                           | 1665-1675 circa  | 50 - Pittori olandesi dell'Aia del XVII secolo                   |
| olandese    | Netscher, Caspar                                                   | Cuoca                                                                                                | 1664             | 50 - Pittori olandesi dell'Aia del XVII secolo                   |
| francese    | Grimou, Alexis                                                     | Giovane donna in vesti di pellegrina                                                                 | 1725-1726        | 51 - Pittori francesi del XVIII secolo                           |
| francese    | Largillière, Nicolas de                                            | Ritratto del poeta Jean-Baptiste Rousseau                                                            | 1710             | 51 - Pittori francesi del XVIII secolo                           |
| francese    | Vernet, Claude Joseph                                              | Paesaggio con cascata e pescatori                                                                    | 1743-1748        | 51 - Pittori francesi del XVIII secolo                           |
| francese    | Watteau, Jean-Antoine (cerchia)                                    | Flautista                                                                                            | 1725-1730 circa  | 51 - Pittori francesi del XVIII secolo                           |
| francese    | Boucher, François                                                  | Gesù Bambino e san Giovannino                                                                        | 1758             | 51 - Pittori francesi del XVIII secolo                           |
| francese    | Gagneraux, Bénigne                                                 | Scena di battaglia                                                                                   | 1795             | 51 - Pittori francesi del XVIII secolo                           |
| francese    | Fabre, François-Xavier                                             | Ritratto di Vittorio Alfieri                                                                         | 1793             | 51 - Pittori francesi del XVIII secolo                           |
| francese    | Fabre, François-Xavier                                             | Ritratto di Luisa Stolberg contessa d'Albany                                                         | 1793             | 51 - Pittori francesi del XVIII secolo                           |
| francese    | Liotard, Jean-Etienne                                              | Autoritratto                                                                                         | 1744             | 51 - Pittori francesi del XVIII secolo                           |
| francese    | Vivien, Joseph                                                     | Autoritratto                                                                                         | 1699             | 51 - Pittori francesi del XVIII secolo                           |
| francese    | Chardin, Jean Baptiste Siméon                                      | Fanciulla col volano                                                                                 | 1740 circa       | 51 - Pittori francesi del XVIII secolo                           |
| francese    | Chardin, Jean Baptiste Siméon                                      | Fanciullo col castello di carte                                                                      | 1740 circa       | 51 - Pittori francesi del XVIII secolo                           |
| francese    | Nattier, Jean Marc                                                 | Maria Zeffirina di Francia bambina                                                                   | 1751 circa       | 51 - Pittori francesi del XVIII secolo                           |
| francese    | Liotard, Jean-Etienne                                              | Maria Adelaide di Francia vestita alla turca                                                         | 1753 circa       | 51 - Pittori francesi del XVIII secolo                           |
| fiamminga   | Bril, Paul                                                         | Veduta di mare                                                                                       | 1617             | 52 - Pittori fiamminghi del XVII secolo                          |
| fiamminga   | Teniers il Giovane, David                                          | Interno di macelleria                                                                                | 1640-1650 circa  | 52 - Pittori fiamminghi del XVII secolo                          |
| fiamminga   | Montagna, Monsù (attr.)                                            | Vascelli nella tempesta                                                                              | 1650 circa       | 52 - Pittori fiamminghi del XVII secolo                          |
| fiamminga   | Neefs il Vecchio, Pieter (attr.)                                   | Interno della cattedrale di Anversa                                                                  | 1610-1650 circa  | 52 - Pittori fiamminghi del XVII secolo                          |
| fiamminga   | Teniers il Giovane, David (attr.)                                  | San Pietro piangente                                                                                 | 1651-1658 circa  | 52 - Pittori fiamminghi del XVII secolo                          |
| fiamminga   | Ryckaert, Maerten                                                  | Paesaggio con le cascate di Tivoli                                                                   | 1616             | 52 - Pittori fiamminghi del XVII secolo                          |
| fiamminga   | Stalbemt, Adrian van                                               | Paesaggio con fiume                                                                                  | 1630-1640 circa  | 52 - Pittori fiamminghi del XVII secolo                          |
| fiamminga   | Teniers il Giovane, David                                          | I vecchi amanti                                                                                      | 1640 circa       | 52 - Pittori fiamminghi del XVII secolo                          |
| fiamminga   | Brueghel il Giovane, Jan                                           | Allegoria dell'aria e del fuoco                                                                      | 1650-1660 circa  | 52 - Pittori fiamminghi del XVII secolo                          |
| fiamminga   | Brueghel il Giovane, Jan                                           | Allegoria della terra e dell'acqua                                                                   | 1650-1660 circa  | 52 - Pittori fiamminghi del XVII secolo                          |
| fiamminga   | Bril, Paul                                                         | Paesaggio con cacciatori                                                                             | 1595-1600 circa  | 52 - Pittori fiamminghi del XVII secolo                          |
| fiamminga   | Brueghel il Vecchio, Jan                                           | Paesaggio con guado                                                                                  | 1607             | 52 - Pittori fiamminghi del XVII secolo                          |
| olandese    | Bramer, Leonaert                                                   | Adorazione dei pastori                                                                               | 1630-1640 circa  | 53 - Pittori olandesi di Delft e Rotterdam del XVII-XVIII secolo |
| olandese    | Werff, Adriaen van der                                             | Giudizio di Salomone                                                                                 | 1697             | 53 - Pittori olandesi di Delft e Rotterdam del XVII-XVIII secolo |
| olandese    | Bloot, Pieter de                                                   | Rissa di giocatori                                                                                   | 1635-1645 circa  | 53 - Pittori olandesi di Delft e Rotterdam del XVII-XVIII secolo |
| olandese    | Pynacker, Adam                                                     | Paesaggio fluviale con pastori e una torre                                                           | 1650-1655 circa  | 53 - Pittori olandesi di Delft e Rotterdam del XVII-XVIII secolo |
| olandese    | Pynas, Jacob                                                       | Mercurio e le figlie di Aglauro                                                                      | 1603-1608 circa  | 53 - Pittori olandesi di Delft e Rotterdam del XVII-XVIII secolo |
| olandese    | Douven, Jan Frans van                                              | Sant'Anna insegna a leggere alla Vergine                                                             | 1703             | 53 - Pittori olandesi di Delft e Rotterdam del XVII-XVIII secolo |
| olandese    | Douven, Bartholomeus van                                           | Glorificazione degli elettori palatini del Reno come protettori delle Arti                           | 1722             | 53 - Pittori olandesi di Delft e Rotterdam del XVII-XVIII secolo |
| olandese    | Werff, Pieter van der                                              | Giochi di bambini                                                                                    | 1700 (ante)      | 53 - Pittori olandesi di Delft e Rotterdam del XVII-XVIII secolo |
| olandese    | Werff, Pieter van der                                              | Adorazione dei pastori                                                                               | 1703             | 53 - Pittori olandesi di Delft e Rotterdam del XVII-XVIII secolo |
| olandese    | Wyck, Thomas                                                       | Paesaggio con veduta dell'Isola Tiberina                                                             | 1640-1650 circa  | 54 - Pittori olandesi di Haarlem e Utrecht del XVII secolo       |
| olandese    | Bega, Cornelis (attr.)                                             | Suonatore di liuto                                                                                   | 1664-1668        | 54 - Pittori olandesi di Haarlem e Utrecht del XVII secolo       |
| olandese    | Bronchorst, Jan Gerritz. van                                       | Decollazione del Battista                                                                            | 1630 circa       | 54 - Pittori olandesi di Haarlem e Utrecht del XVII secolo       |
| olandese    | Molenaer, Jan Miense                                               | Scena di taverna                                                                                     | 1635 circa       | 54 - Pittori olandesi di Haarlem e Utrecht del XVII secolo       |
| olandese    | Poelenburgh, Cornelis van                                          | Paesaggio con danza di contadini                                                                     | 1622             | 54 - Pittori olandesi di Haarlem e Utrecht del XVII secolo       |
| olandese    | Berghen, Dirk van                                                  | Paesaggio con pastora e animali                                                                      | 1670 circa       | 54 - Pittori olandesi di Haarlem e Utrecht del XVII secolo       |
| olandese    | Berghen, Dirk van                                                  | Paesaggio con animali                                                                                | 1680-1690 circa  | 54 - Pittori olandesi di Haarlem e Utrecht del XVII secolo       |
| olandese    | Poelenburgh, Cornelis van                                          | Mercurio ruba il gregge di Apollo                                                                    | 1621 circa       | 54 - Pittori olandesi di Haarlem e Utrecht del XVII secolo       |
| olandese    | Bega, Cornelis                                                     | Suonatrice di liuto                                                                                  | 1664-1665        | 54 - Pittori olandesi di Haarlem e Utrecht del XVII secolo       |
| olandese    | Berckheyde, Gerrit Adriaensz.                                      | Autoritratto nello studio                                                                            | 1675             | 54 - Pittori olandesi di Haarlem e Utrecht del XVII secolo       |
| olandese    | Pot, Hendrick Gerritsz.                                            | L'avaro                                                                                              | 1640-1650 circa  | 54 - Pittori olandesi di Haarlem e Utrecht del XVII secolo       |
| olandese    | Mignon, Abraham                                                    | Natura morta con limoni, uva e pane                                                                  | 1650-1679 circa  | 54 - Pittori olandesi di Haarlem e Utrecht del XVII secolo       |
| olandese    | Berckheyde, Gerrit Adriaensz.                                      | Veduta di Haarlem con la chiesa di San Bavone e il Groote Markt                                      | 1693             | 54 - Pittori olandesi di Haarlem e Utrecht del XVII secolo       |
| olandese    | Ruysdael, Jacob van                                                | Paesaggio con pastori e contadini                                                                    | 1660-1670 circa  | 54 - Pittori olandesi di Haarlem e Utrecht del XVII secolo       |
| fiamminga   | Carlier, Jean Guillaume                                            | Nozze di Alessandro e Rossana                                                                        | 1660-1670 circa  | 55 - Pittori fiamminghi del XVII secolo                          |
| fiamminga   | Dalem, Jan van                                                     | Bacco                                                                                                | 1646-1660 circa  | 55 - Pittori fiamminghi del XVII secolo                          |
| fiamminga   | Houbraken, Nicola van                                              | Natura morta con fontana e ghirlanda di fiori e frutta                                               | 1680-1720 circa  | 55 - Pittori fiamminghi del XVII secolo                          |
| fiamminga   | Boel, Pieter                                                       | Falco che minaccia dei polli                                                                         | 1650-1660 circa  | 55 - Pittori fiamminghi del XVII secolo                          |
| fiamminga   | Wolffordt, Artur (attr.)                                           | Ninfe al bagno                                                                                       | 1620 circa       | 55 - Pittori fiamminghi del XVII secolo                          |
| fiamminga   | Scuola fiamminga                                                   | Testa di Medusa                                                                                      | 1610-1612 circa  | 55 - Pittori fiamminghi del XVII secolo                          |
| fiamminga   | Wouters, Frans                                                     | Venere e Adone                                                                                       | 1645 circa       | 55 - Pittori fiamminghi del XVII secolo                          |
| fiamminga   | Rubens, Peter Paul (bottega)                                       | Giuditta con la testa di Oloferne                                                                    | 1625 circa       | 55 - Pittori fiamminghi del XVII secolo                          |
| fiamminga   | Dyck, Antoon van                                                   | Ritratto di Jean de Montfort                                                                         | 1628 circa       | 55 - Pittori fiamminghi del XVII secolo                          |
| fiamminga   | Rubens, Peter Paul                                                 | Bacco sul barile                                                                                     | 1640 circa       | 55 - Pittori fiamminghi del XVII secolo                          |
| fiamminga   | Seghers, Daniel                                                    | Ghirlanda di fiori con busto marmoreo con il ritratto dell'arciduca Leopoldo Guglielmo               | 1647             | 55 - Pittori fiamminghi del XVII secolo                          |
| fiamminga   | Dyck, Antoon van (scuola)                                          | Presunto ritratto della madre di Giusto Suttermans                                                   | 1640-1650 circa  | 55 - Pittori fiamminghi del XVII secolo                          |
| fiamminga   | Dyck, Antoon van                                                   | Ritratto equestre dell'imperatore Carlo V                                                            | 1620 circa       | 55 - Pittori fiamminghi del XVII secolo                          |
| fiamminga   | Dyck, Antoon van                                                   | Ritratto di Margherita di Lorena, duchessa d'Orléans                                                 | 1634 circa       | 55 - Pittori fiamminghi del XVII secolo                          |
| fiamminga   | Rubens, Peter Paul                                                 | Ritratto della moglie dell'artista Isabella Brandt                                                   | 1625-1626 circa  | 55 - Pittori fiamminghi del XVII secolo                          |
| fiamminga   | Rubens, Peter Paul                                                 | Autoritratto                                                                                         | 1618             | 55 - Pittori fiamminghi del XVII secolo                          |
| fiamminga   | Jordaens, Jacob (attr.)                                            | Presunto ritratto della madre dell'artista                                                           | 1620-1670 circa  | 55 - Pittori fiamminghi del XVII secolo                          |
| fiorentina  | Andrea del Sarto                                                   | Tre scene con figure all'antica                                                                      | 1513             | 57 - Andrea del Sarto e l'Antico                                 |
| fiorentina  | Andrea del Sarto                                                   | Dama col Petrarchino                                                                                 | 1528 circa       | 58 - Andrea del Sarto                                            |
| fiorentina  | Andrea del Sarto                                                   | San Jacopo con due fanciulli                                                                         | 1528-1529        | 58 - Andrea del Sarto                                            |
| fiorentina  | Andrea del Sarto                                                   | Madonna delle Arpie                                                                                  | 1517             | 58 - Andrea del Sarto                                            |
| fiorentina  | Andrea del Sarto                                                   | Dossale dei quattro santi                                                                            | 1528-1529 circa  | 58 - Andrea del Sarto                                            |
| fiorentina  | Pontormo (attr.)                                                   | Leda                                                                                                 | 1512-1513 circa  | 59 - Amici di Andrea                                             |
| fiorentina  | Franciabigio                                                       | Ritratto virile                                                                                      | 1514             | 59 - Amici di Andrea                                             |
| fiorentina  | Andrea del Sarto                                                   | Dama col cestello di fusi                                                                            | 1514-1515 circa  | 59 - Amici di Andrea                                             |
| fiorentina  | Puligo, Domenico                                                   | Ritratto di Pietro Carnesecchi                                                                       | 1527             | 59 - Amici di Andrea                                             |
| fiorentina  | Bacchiacca                                                         | Cristo davanti a Caifa                                                                               | 1535-1540 circa  | 59 - Amici di Andrea                                             |
| fiorentina  | Bacchiacca                                                         | Storie di sant'Acacio                                                                                | 1521             | 59 - Amici di Andrea                                             |
| fiorentina  | Bacchiacca                                                         | Deposizione dalla Croce                                                                              | 1518 circa       | 59 - Amici di Andrea                                             |
| fiorentina  | Rosso Fiorentino                                                   | Putto che suona                                                                                      | 1520 circa       | 60 - Rosso Fiorentino                                            |
| fiorentina  | Rosso Fiorentino o Larciani, Giovanni                              | Ritratto di giovinetta                                                                               | 1510 circa       | 60 - Rosso Fiorentino                                            |
| fiorentina  | Rosso Fiorentino                                                   | Ritratto di giovane in nero                                                                          | 1520 circa       | 60 - Rosso Fiorentino                                            |
| fiorentina  | Rosso Fiorentino                                                   | Pala dello Spedalingo                                                                                | 1518             | 60 - Rosso Fiorentino                                            |
| fiorentina  | Rosso Fiorentino (forse copia antica da)                           | Mosè difende le figlie di Jetro                                                                      | 1523-1524 circa  | 60 - Rosso Fiorentino                                            |
| fiorentina  | Larciani, Giovanni                                                 | Allegoria della Fortuna                                                                              | 1515 circa       | 60 - Rosso Fiorentino                                            |
| fiorentina  | Pontormo                                                           | Ritratto di Cosimo il Vecchio                                                                        | 1518-1519 circa  | 61 - Pontormo                                                    |
| fiorentina  | Pontormo                                                           | Madonna col Bambino e san Giovannino                                                                 | 1534-1536 circa  | 61 - Pontormo                                                    |
| fiorentina  | Pontormo                                                           | Cacciata di Adamo ed Eva                                                                             | 1519 circa       | 61 - Pontormo                                                    |
| fiorentina  | Foschi, Pierfrancesco di Jacopo (attr.)                            | Ritratto del musico Francesco dell'Ajolle                                                            | 1525-1530 circa  | 61 - Pontormo                                                    |
| fiorentina  | Pontormo                                                           | Ritratto di Maria Salviati                                                                           | 1543-1545        | 61 - Pontormo                                                    |
| fiorentina  | Pontormo                                                           | Sant'Antonio Abate                                                                                   | 1519 circa       | 61 - Pontormo                                                    |
| fiorentina  | Pontormo                                                           | Cena in Emmaus                                                                                       | 1525             | 61 - Pontormo                                                    |
| fiorentina  | Pontormo                                                           | Natività di san Giovanni Battista                                                                    | 1526 circa       | 61 - Pontormo                                                    |
| fiorentina  | Pontormo                                                           | Ritratto di un musicista                                                                             | 1518-1519 circa  | Depositi                                                         |
| fiorentina  | Bronzino                                                           | Annunciazione                                                                                        | 1540-1541 circa  | 64 - Bronzino                                                    |
| fiorentina  | Bronzino                                                           | Ritratto di Lucrezia Panciatichi                                                                     | 1540 circa       | 64 - Bronzino                                                    |
| fiorentina  | Bronzino                                                           | Ritratto di Bartolomeo Panciatichi                                                                   | 1540 circa       | 64 - Bronzino                                                    |
| fiorentina  | Bronzino                                                           | Ritratto di giovane con liuto                                                                        | 1530-1540 circa  | 64 - Bronzino                                                    |
| fiorentina  | Bronzino                                                           | Compianto sul Cristo morto                                                                           | 1529 circa       | 64 - Bronzino                                                    |
| fiorentina  | Bronzino                                                           | Sacra Famiglia Panciatichi                                                                           | 1540-1545 circa  | 64 - Bronzino                                                    |
| fiorentina  | Pontormo o Bronzino                                                | Diecimila martiri                                                                                    | 1529-1531 circa  | 64 - Bronzino                                                    |
| fiorentina  | Bronzino                                                           | Allegoria della Felicità                                                                             | 1565-1570 circa  | 64 - Bronzino                                                    |
| fiorentina  | Bronzino                                                           | Pigmalione e Galatea                                                                                 | 1529-1530        | 64 - Bronzino                                                    |
| fiorentina  | Bronzino                                                           | Ritratto di giovane ignota                                                                           | 1545 circa       | 65 - Bronzino e i Medici                                         |
| fiorentina  | Bronzino                                                           | Ritratto di Maria di Cosimo de' Medici                                                               | 1551             | 65 - Bronzino e i Medici                                         |
| fiorentina  | Bronzino                                                           | Ritratto di Giovanni de' Medici                                                                      | 1545             | 65 - Bronzino e i Medici                                         |
| fiorentina  | Bronzino                                                           | Ritratto di Bia de' Medici                                                                           | 1542 circa       | 65 - Bronzino e i Medici                                         |
| fiorentina  | Bronzino                                                           | Ritratto di Eleonora di Toledo col figlio Giovanni                                                   | 1545-1546        | 65 - Bronzino e i Medici                                         |
| fiorentina  | Bronzino                                                           | Ritratto di Cosimo I de' Medici                                                                      | 1545             | 65 - Bronzino e i Medici                                         |
| fiorentina  | Bronzino                                                           | Doppio ritratto del Nano Morgante                                                                    | 1552 circa       | 65 - Bronzino e i Medici                                         |
| fiorentina  | Bronzino                                                           | Ritratto di Francesco I de' Medici giovinetto                                                        | 1551             | 65 - Bronzino e i Medici                                         |
| urbinate    | Raffaello                                                          | San Giovannino                                                                                       | 1518-1519        | 66 - Raffaello                                                   |
| urbinate    | Raffaello                                                          | Ritratto di Guidobaldo da Montefeltro                                                                | 1506             | 66 - Raffaello                                                   |
| urbinate    | Raffaello                                                          | Ritratto di Elisabetta Gonzaga                                                                       | 1504-1505 circa  | 66 - Raffaello                                                   |
| urbinate    | Raffaello                                                          | Autoritratto                                                                                         | 1506             | 66 - Raffaello                                                   |
| urbinate    | Raffaello                                                          | Madonna del Cardellino                                                                               | 1507             | 66 - Raffaello                                                   |
| urbinate    | Raffaello                                                          | Ritratto di Leone X con i cardinali Giulio de' Medici e Luigi de' Rossi                              | 1518-1519        | 66 - Raffaello                                                   |
| urbinate    | Raffaello (attr.)                                                  | Ritratto di papa Giulio II                                                                           | 1512             | 66 - Raffaello                                                   |
| urbinate    | Raffaello (attr.)                                                  | Ritratto del Perugino                                                                                | 1504 circa       | 66 - Raffaello                                                   |
| urbinate    | Raffaello                                                          | Ritratto di giovane con mela                                                                         | 1505 circa       | 66 - Raffaello                                                   |
| romana      | Gentileschi, Artemisia                                             | Giuditta decapita Oloferne                                                                           | 1620 circa       | Caravaggio                                                       |
| lombarda    | Caravaggio                                                         | Sacrificio di Isacco                                                                                 | 1603             | Caravaggio                                                       |
| lombarda    | Caravaggio                                                         | Bacco                                                                                                | 1596 circa       | Caravaggio                                                       |
| lombarda    | Caravaggio                                                         | Scudo con testa di Medusa                                                                            | 1598-1599        | Caravaggio                                                       |
| romana      | Manfredi, Bartolomeo                                               | Tributo a Cesare                                                                                     | 1610-1620        | Bartolomeo Manfredi                                              |
| romana      | Manfredi, Bartolomeo                                               | Cristo deriso                                                                                        | 1610-1630 circa  | Bartolomeo Manfredi                                              |
| romana      | Manfredi, Bartolomeo                                               | Disputa con i dottori                                                                                | 1610-1620 circa  | Bartolomeo Manfredi                                              |
| romana      | Manfredi, Bartolomeo                                               | Carità romana                                                                                        | 1620 circa       | Bartolomeo Manfredi                                              |
| olandese    | Gherardo delle Notti                                               | Adorazione del Bambino                                                                               | 1620 circa       | Gherardo delle Notti                                             |
| olandese    | Gherardo delle Notti                                               | Cena con suonatore di liuto                                                                          | 1617 circa       | Gherardo delle Notti                                             |
| olandese    | Gherardo delle Notti                                               | Cena con sponsali                                                                                    | 1617 circa       | Gherardo delle Notti                                             |
| olandese    | Gherardo delle Notti                                               | La buona ventura                                                                                     | 1617 circa       | Gherardo delle Notti                                             |
| olandese    | Stomer, Mattias                                                    | Annunciazione                                                                                        | 1633-1638 circa  | Caravaggeschi                                                    |
| senese      | Rustici, Francesco                                                 | Morte di Lucrezia                                                                                    | 1615-1625 circa  | Caravaggeschi                                                    |
| senese      | Rustici, Francesco                                                 | Maria Maddalena morente                                                                              | 1624 circa       | Caravaggeschi                                                    |
| senese      | Rustici, Francesco                                                 | Allegoria della Pittura e Architettura                                                               | 1620 circa       | Caravaggeschi                                                    |
| romana      | Pittore caravaggesco                                               | Liberazione di san Pietro dal carcere                                                                | 1615-1620 circa  | Caravaggeschi                                                    |
| romana      | Spadarino                                                          | Convito degli dei                                                                                    | 1620-1630 circa  | Caravaggeschi                                                    |
| napoletana  | Caracciolo, Battistello                                            | Salomè con la testa del Battista                                                                     | 1618 circa       | Caravaggeschi                                                    |
| emiliana    | Reni, Guido                                                        | David con la testa di Golia                                                                          | 1605 circa       | Guido Reni                                                       |
| emiliana    | Reni, Guido                                                        | Madonna della Neve                                                                                   | 1623 circa       | Guido Reni                                                       |
| emiliana    | Reni, Guido                                                        | Estasi di sant'Andrea Corsini                                                                        | 1629-1630        | Guido Reni                                                       |
| romana      | Pittore caravaggesco del secolo XVII                               | Doppio ritratto                                                                                      | 1620 circa       | Depositi                                                         |
| francese    | Regnier, Nicolas                                                   | Scena di gioco con indovina                                                                          | 1625 (ante)      | Depositi                                                         |
| romana      | Gentileschi, Artemisia                                             | Santa Caterina d'Alessandria                                                                         | 1618-1619        | Depositi                                                         |
| romana      | Pittore caravaggesco XVIII secolo (da Bartolomeo Manfredi)         | Concerto musicale                                                                                    | 1700-1750 circa  | Depositi                                                         |
| fiorentina  | Gabbiani, Anton Domenico                                           | Ratto di Ganimede                                                                                    | 1700 circa       | Depositi                                                         |
| veneta      | vecellio, Tiziano e bottega                                        | Madonna con Bambino e santa Caterina d'Alessandria                                                   | 1550 circa       | Depositi                                                         |
| veneta      | Ricci, Sebastiano                                                  | Allegoria della Toscana                                                                              | 1706 circa       | Depositi                                                         |
| napoletana  | Rosa, Salvator                                                     | Tre figure in un paesaggio                                                                           | 1645-1648 circa  | Depositi                                                         |
| napoletana  | Rosa, Salvator                                                     | Paesaggio con soldati in riva a un fiume                                                             | 1645-1648 circa  | Depositi                                                         |
| fiorentina  | Andrea del Castagno                                                | Pippo Spano                                                                                          | 1448-1451        | San Pier Scheraggio                                              |
| fiorentina  | Andrea del Castagno                                                | Farinata degli Uberti                                                                                | 1448-1451        | San Pier Scheraggio                                              |
| fiorentina  | Andrea del Castagno                                                | Niccolò Acciaiuoli                                                                                   | 1448-1451        | San Pier Scheraggio                                              |
| fiorentina  | Andrea del Castagno                                                | Sibilla Cumana                                                                                       | 1448-1451        | San Pier Scheraggio                                              |
| fiorentina  | Andrea del Castagno                                                | Regina Ester                                                                                         | 1448-1451        | San Pier Scheraggio                                              |
| fiorentina  | Andrea del Castagno                                                | Regina Tomiri                                                                                        | 1448-1451        | San Pier Scheraggio                                              |
| fiorentina  | Andrea del Castagno                                                | Dante Alighieri                                                                                      | 1448-1451        | San Pier Scheraggio                                              |
| fiorentina  | Andrea del Castagno                                                | Francesco Petrarca                                                                                   | 1448-1451        | San Pier Scheraggio                                              |
| fiorentina  | Andrea del Castagno                                                | Giovanni Boccaccio                                                                                   | 1448-1451        | San Pier Scheraggio                                              |
| fiorentina  | Botticelli, Sandro                                                 | Annunciazione di San Martino alla Scala                                                              | 1481             | San Pier Scheraggio                                              |
| siciliana   | Guttuso, Renato                                                    | La Battaglia di Ponte dell'Ammiraglio                                                                | 1951-1952        | San Pier Scheraggio                                              |
| marchigiana | Cagli, Corrado                                                     | Battaglia di San Martino                                                                             | 1936             | San Pier Scheraggio                                              |
| fiorentina  | Daddi, Bernardo (bottega, forse Maestro di San Martino alla Palma) | Madonna della Ninna                                                                                  | 1325-1350 circa  | San Pier Scheraggio                                              |